# Ongwediva
Ongwediva est une ville du nord de la Namibie, située dans la région Oshana, qui fait partie du corridor urbain formé par les villes d'Oshakati, Ongwediva et Ondangwa. La ville est le principal et seul centre urbain d'une circonscription homonyme.

## Histoire
Les premiers habitants sédentaires à avoir laissé une trace dans l'histoire de la région d'Ongwediva sont les missionnaires finnois qui se sont installés à la fin du XIXe siècle dans le pays Ovambo. En 1913, ils fondent une institution éducative appelée Boys Seminary.
Un village de faible importance se développe peu à peu autour de la mission finnoise, qui donne naissance à Ongwediva.
En 1948, en pleine période d'occupation sud-africaine, l'institution des missionnaires est renommée Ongwediva Opleiding Sentrum, puis enfin Ongwediva College Of Education à l'indépendance en 1990.
Mais ce n'est que dans les années 1960 qu'Ongwediva est développé comme centre urbain de l'ancien Ovamboland, toujours sous occupation sud-africaine. Le lieu a été conçu dans un premier temps comme zone d'habitiation pour les populations noires employés dans la région d'Oshakati et Ondangwa.
L'agglomération a été officiellement élevée au statut de municipalité peu après l'indépendance, en 1992. En juillet 1998, la ville accède à l'autonomie.
La ville s'est intensément développée au cours des années 2000, pour venir s'intégrer au centre économique du grand Oshakati, tout en acquérant le statut informel de zone résidentielle de sa grande voisine, dont la prééminence reste indiscutable tant aux niveaux démographique, administratif qu'économique.

## Géographie

### Situation et cadre physique
Le site d'Ongwediva, situé à une altitude d'environ 1 100 m, est caractérisé par un relief plat, où poussent de hautes herbes et des arbres à feuilles caduques dont certains atteignent des dimensions importantes. Comme tous les territoires situés à l'Ouest d'Ondangwa, la zone d'Ongwediva est lacérée de nombreux oshanas, des dépressions peu profondes, inondées durant la saison humide et qui abritent un système agro-écologique qui leur est propre.

Cadre physique d'Ongwediva
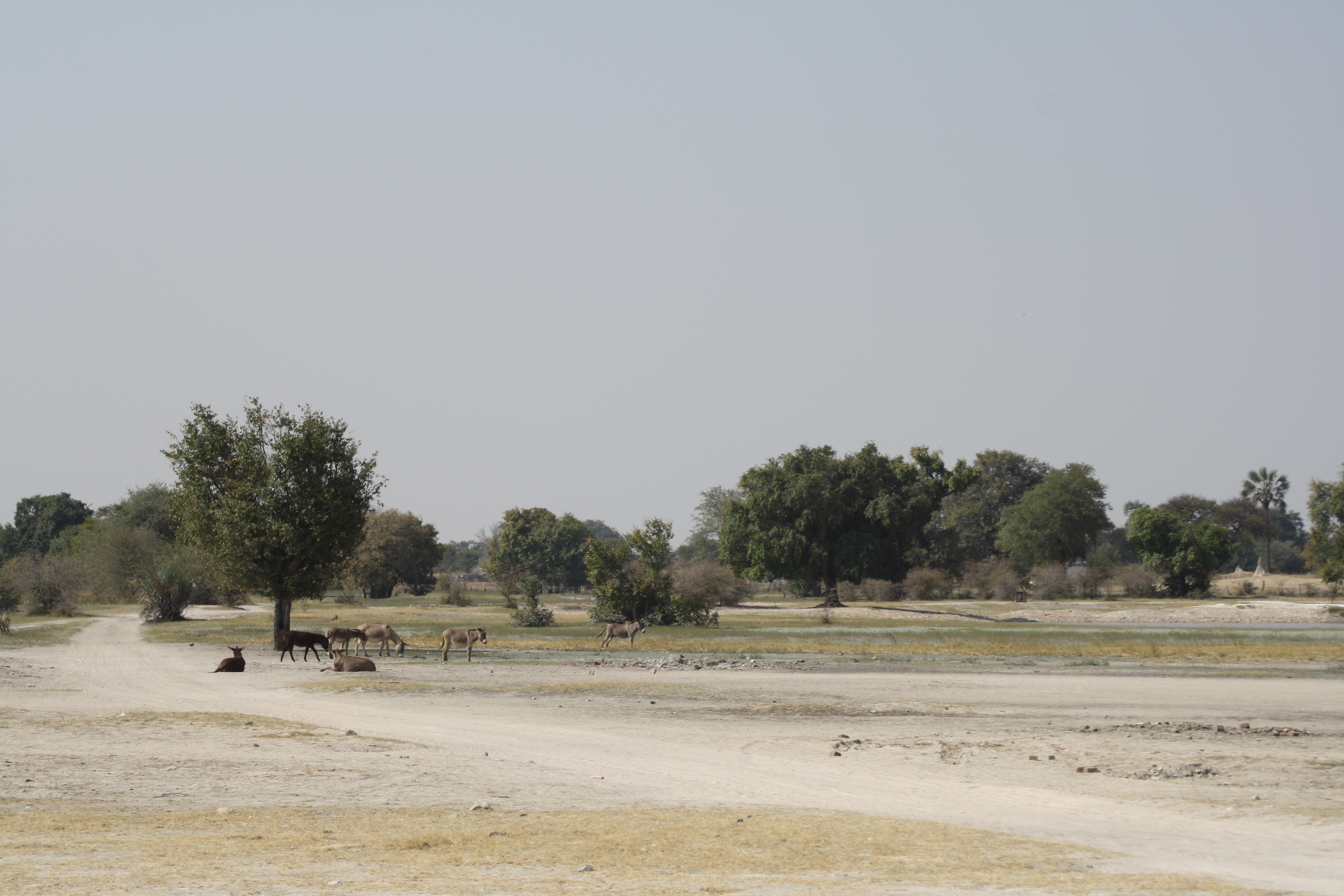
Les oshanas constituent de larges zones plates pendant la saison sèche et se remplissent d'eau à la saison des pluies
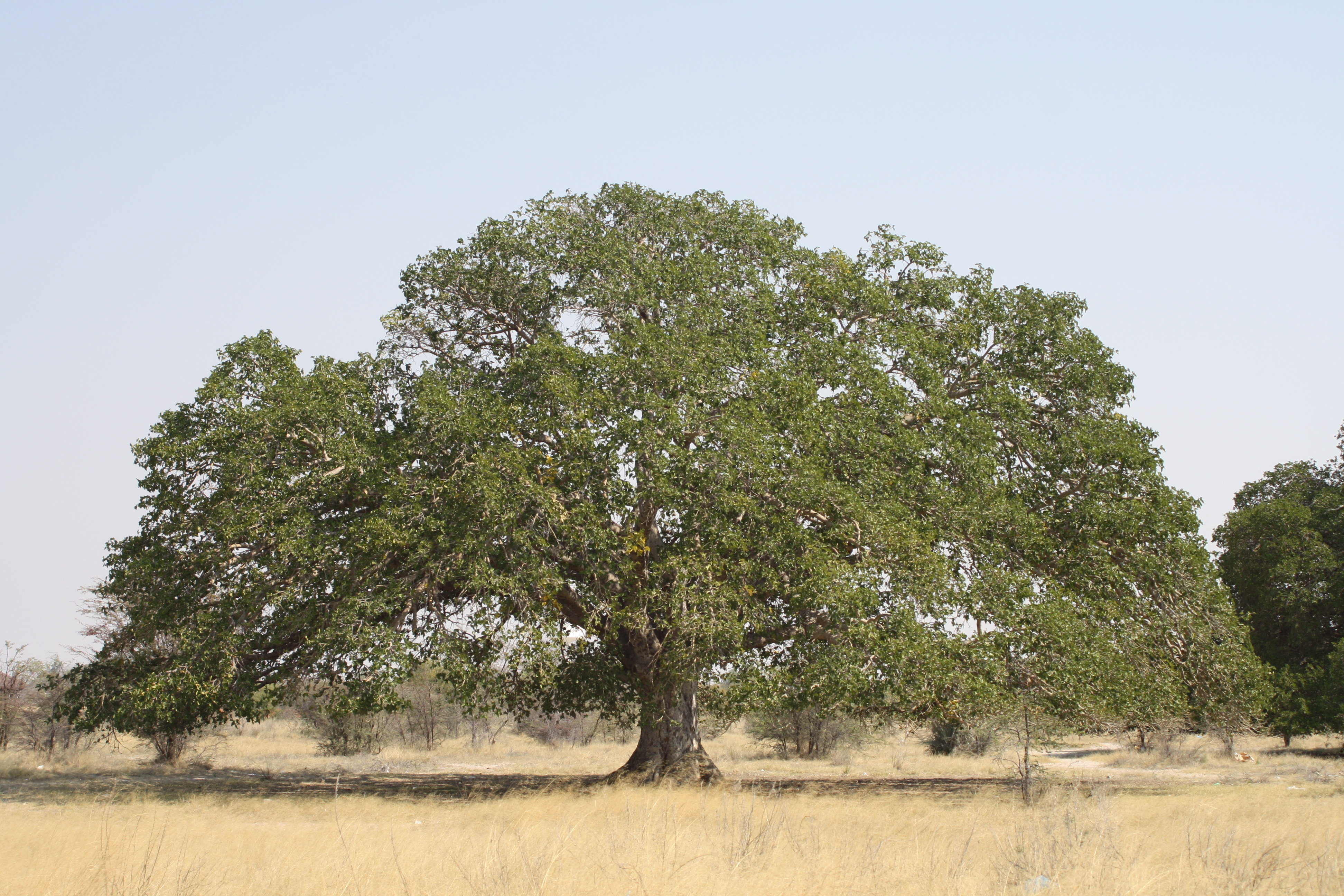
Les figuiers peuvent atteindre des proportions importantes

### Climat
Le climat d'Ongwediva est plutôt chaud en été, avec des températures moyennes estivales de 26 °C en décembre, tandis que la période hivernale connaît des températures moyenne de 17 °C en juillet, qui peuvent descendre jusqu'à 0 °C ponctuellement au cours de la saison.
Une saison des pluies, qui s'étend généralement de novembre à mars, caractérise également le climat de la municipalité. Le taux d'humidité (mesuré à midi) varie ainsi de 50 % en mars à 17 % en septembre.

### Plan d'urbanisme
Ongwediva dispose d'un plan d'urbanisme prévoyant le développement du territoire en 21 zones, faites de 17 secteurs (extensions), d'une zone regroupant les quelques bâtiment du centre originel de la ville (Ongwediva Proper) et de 3 secteurs envisagés pour le développement de la ville.
Le plan répartit le territoire de la commune en différents types de zone : résidentielle, industrielle, institutionnelle, agricole, civique, commerciale, publique, réserve, etc.

Areas of Ongwediva
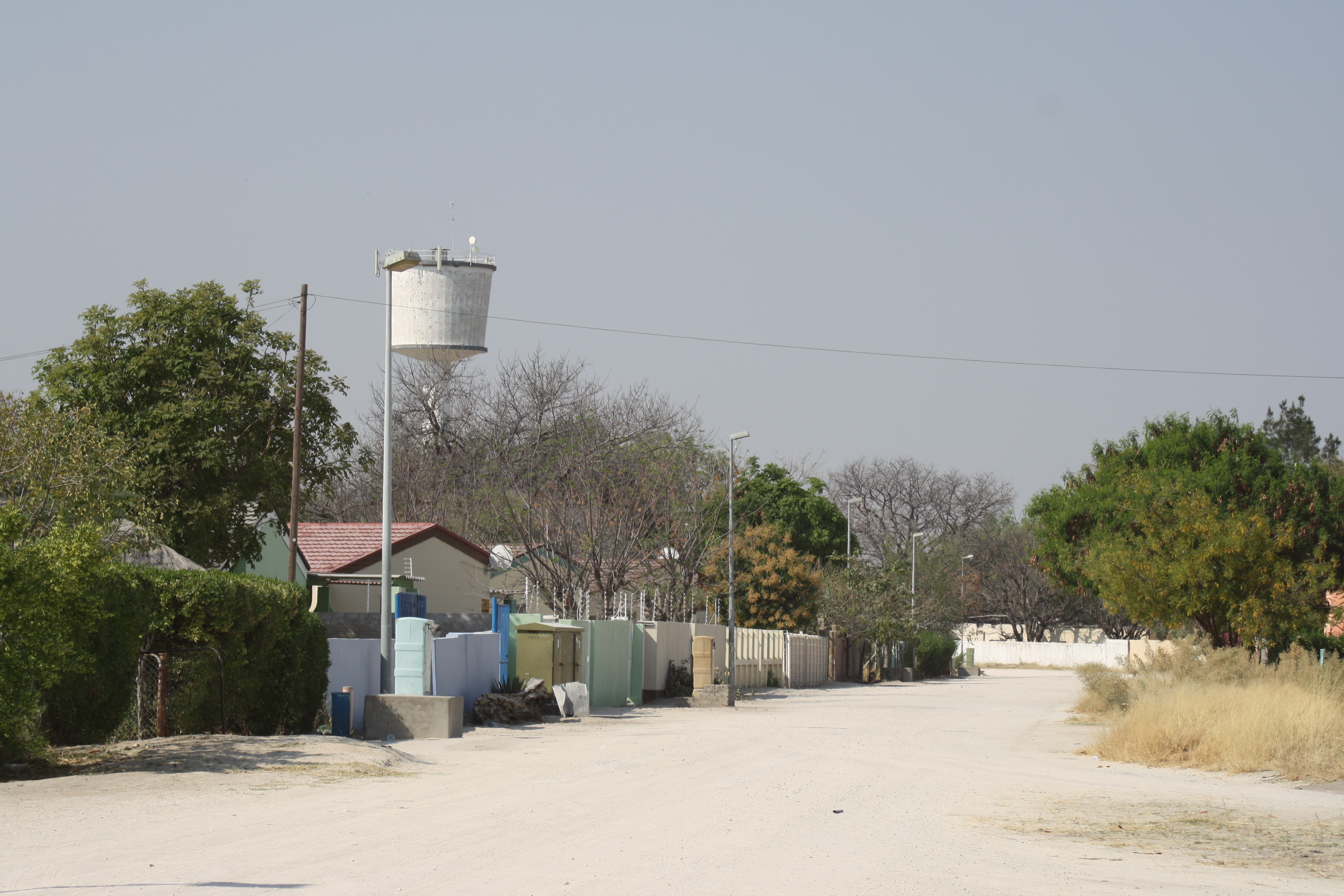
Church Street
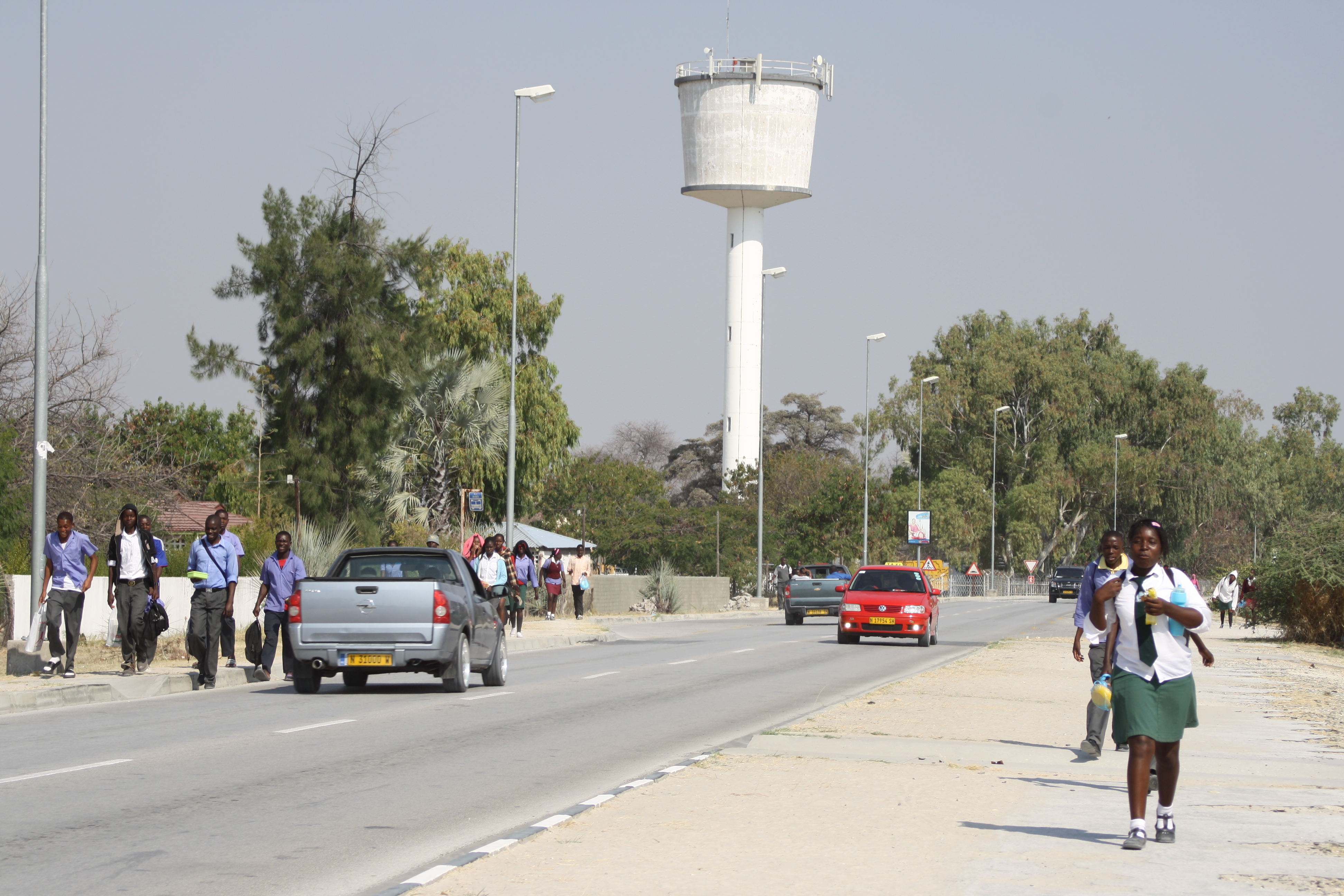
Mandume Ndemufayo Street, une des rues principales d'Ongwediva, au moment de la fin des cours
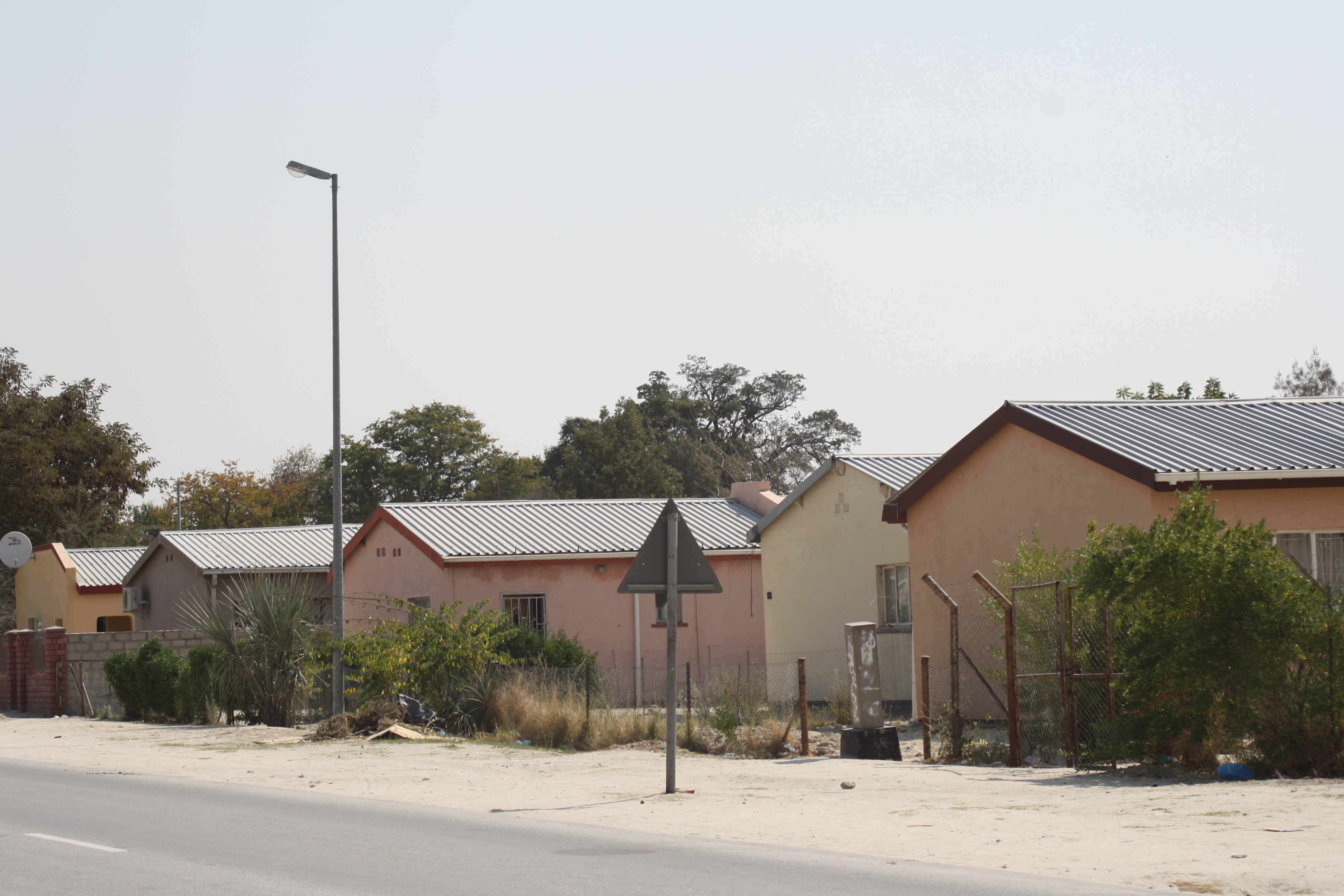
Zone résidentielle d'Hanover, dans le Nord d'Ongwediva
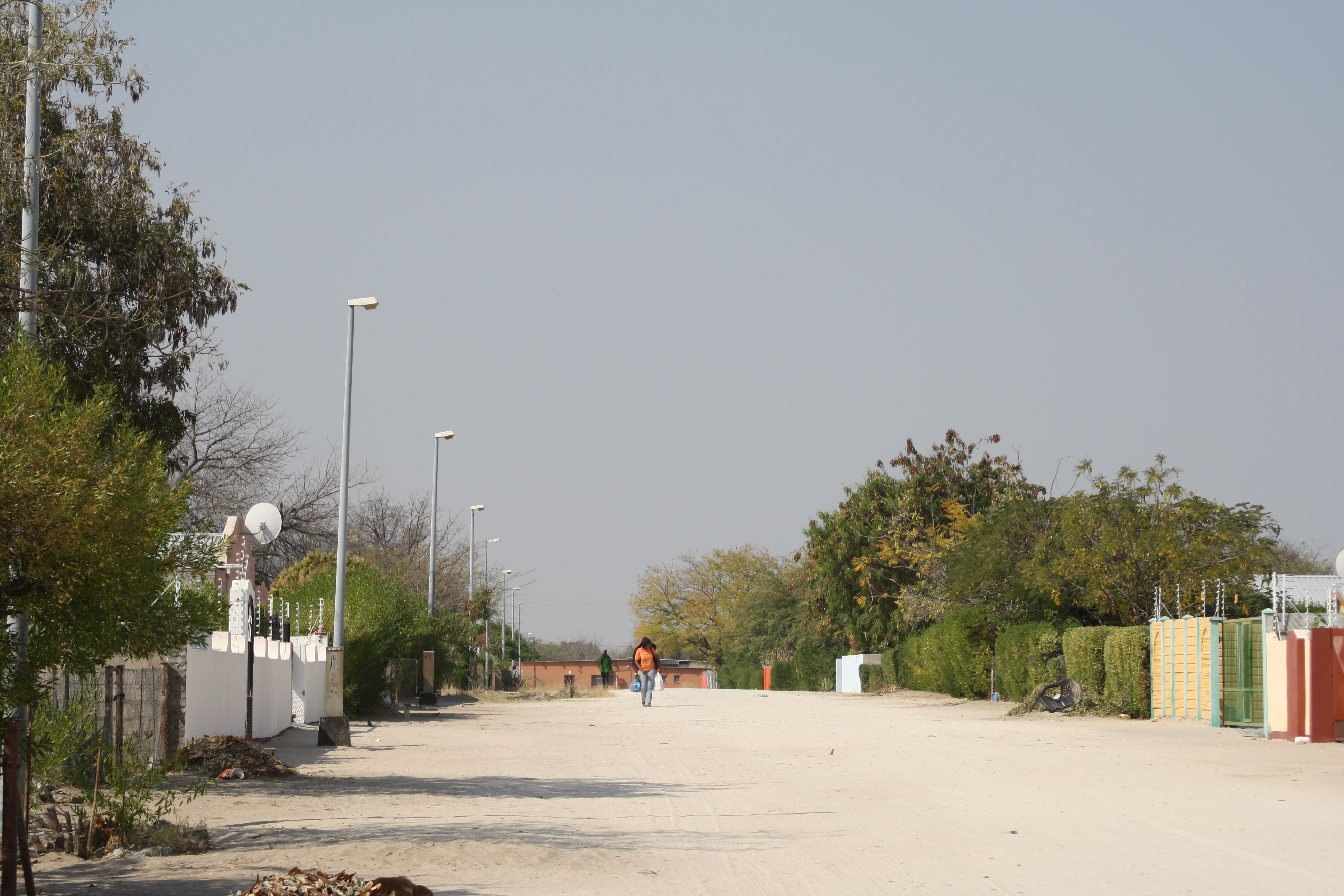
Une rue de la zone d'Hanover
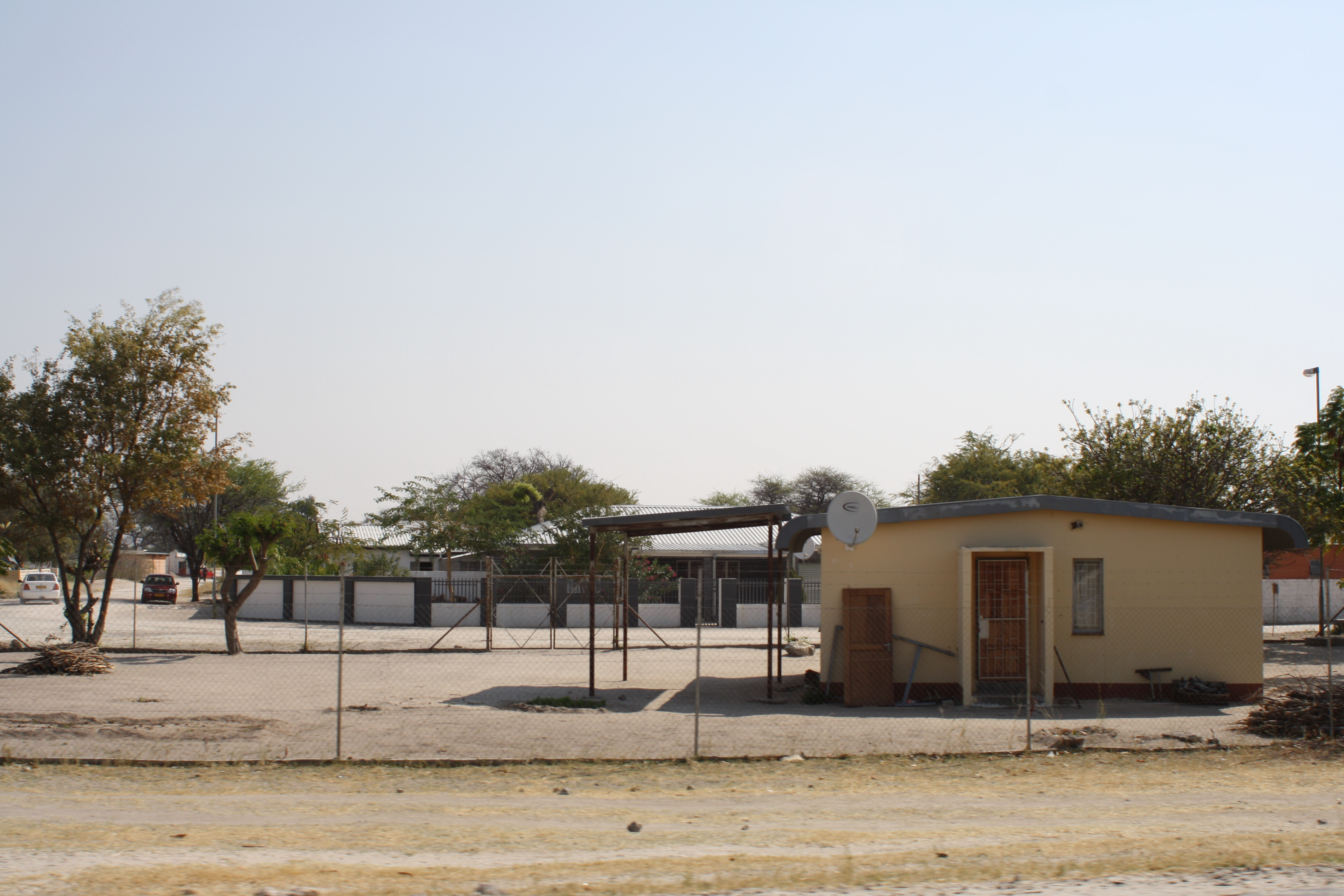
La maison typique d'une famille de classe moyenne de la zone d'Hanover
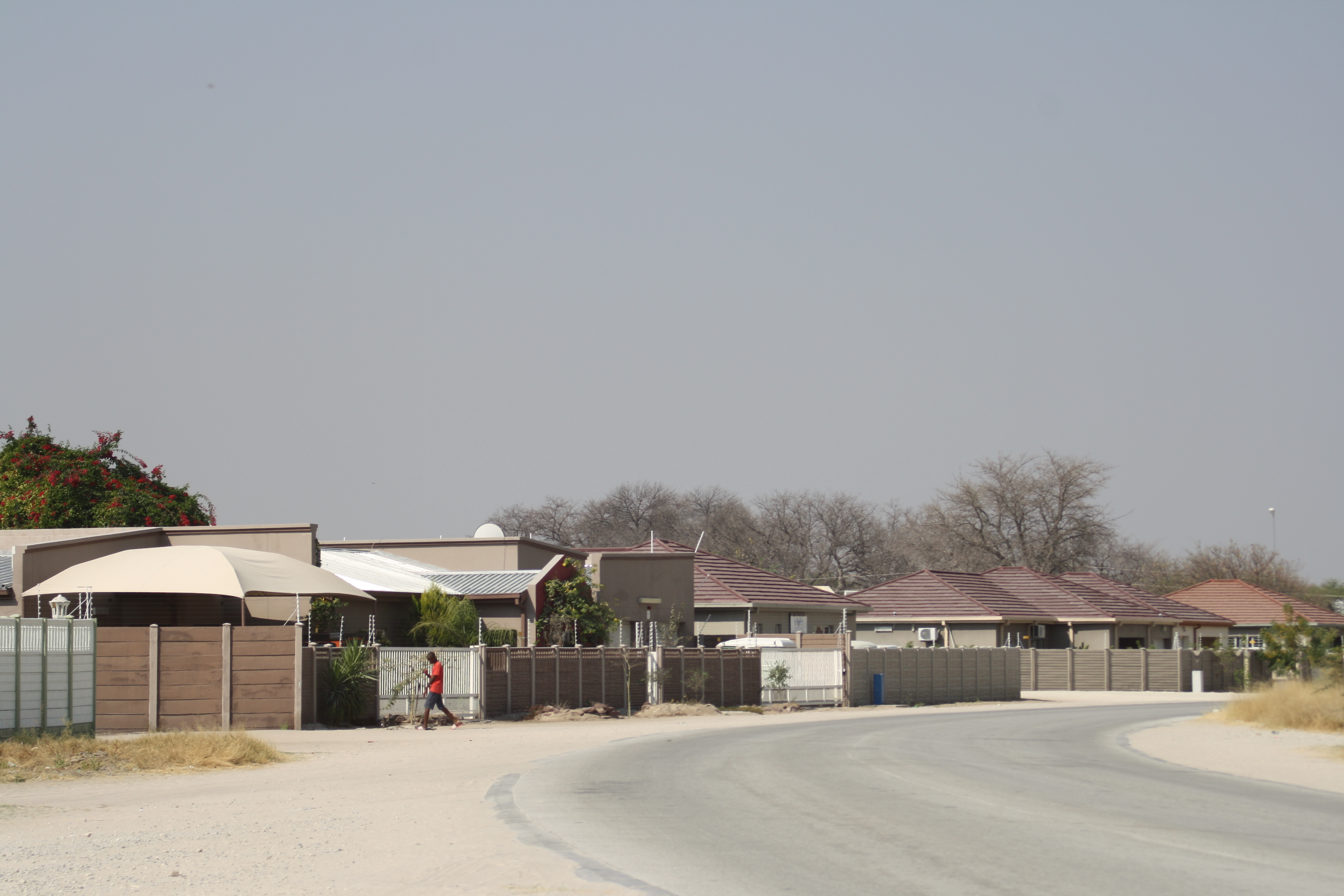
Zone résidentielle récente, développée en 2007-2008.
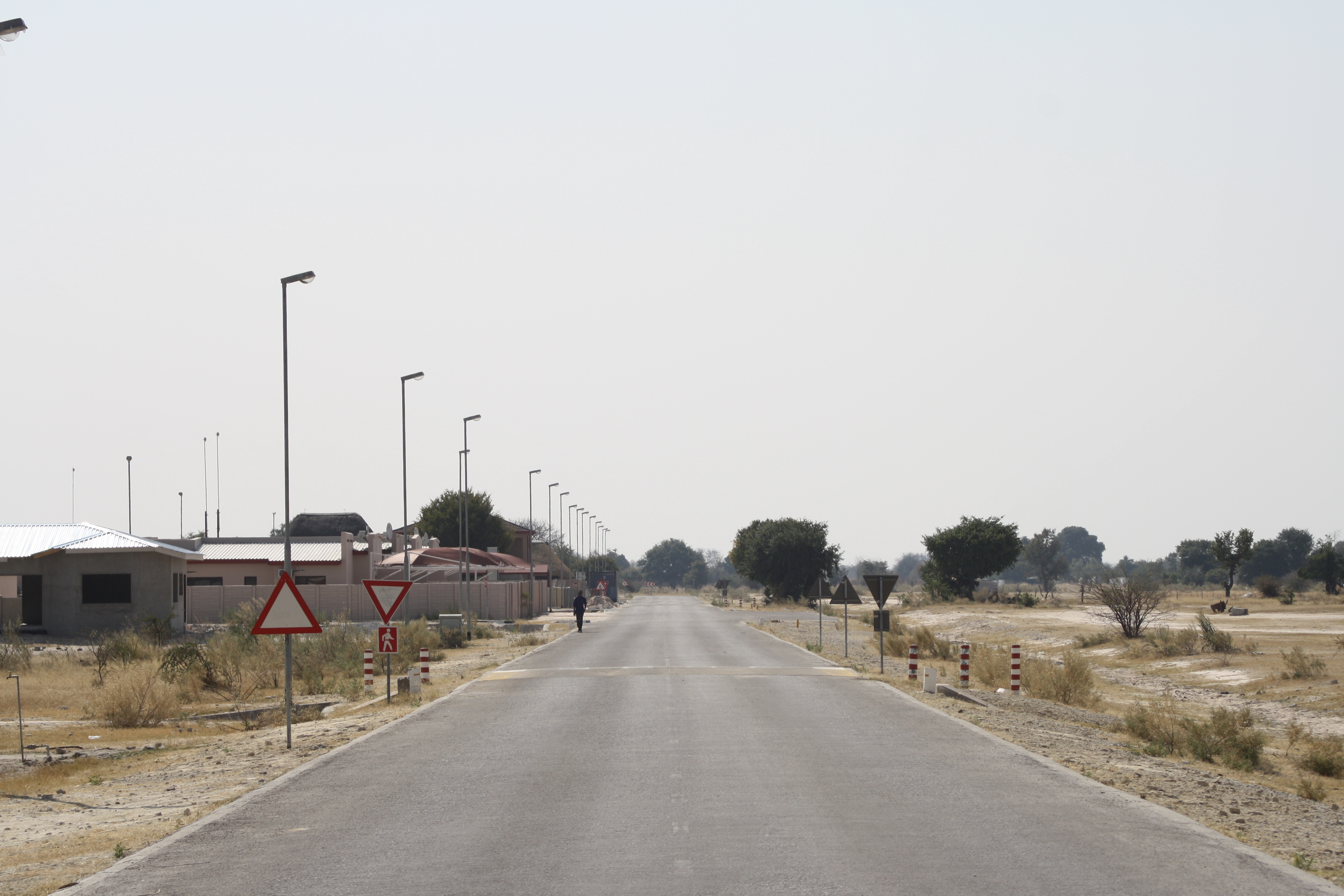
Extension 11, la nouvelle zone de développement résidentiel d'importance de la ville
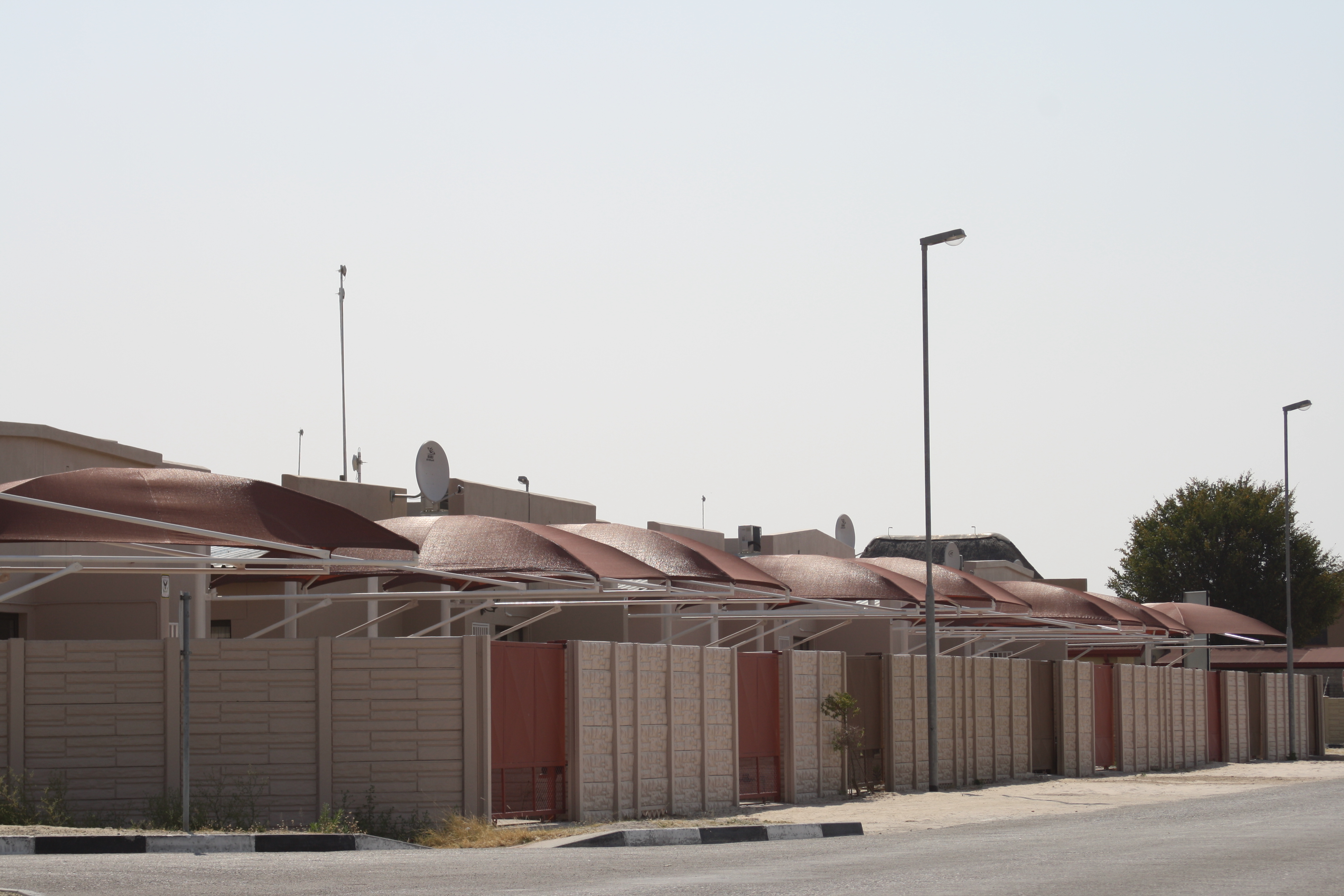
Nouveaux logement d'Extension 11

## Démographie
| Année | Population |
| ----- | ---------- |
| 1991  | 6 197      |
| 2010  | 10 964     |

Avec 10 964 habitants, Ongwediva fait partie des principales villes du Nord du pays, et est la 22e ville de Namibie. Son accroissement est estimé à environ 3,5 % par an.

## Administration
La ville d'Ongwediva est gérée par un Conseil municipal (Town Council). Un bureau de la poste namibienne Nampost est également implanté dans la ville ainsi qu'une succursale du fond pour les accidents de la route MVA .
En outre, le centre de Natis de la Région Oshana, habilité pour examiner les apprentis conducteurs et délivrer les permis de conduire namibien, est situé sur Ongwediva Main Road, proche des frontières de la ville avec sa voisine Oshakati.

Bâtiment administratifs d'Ongwediva
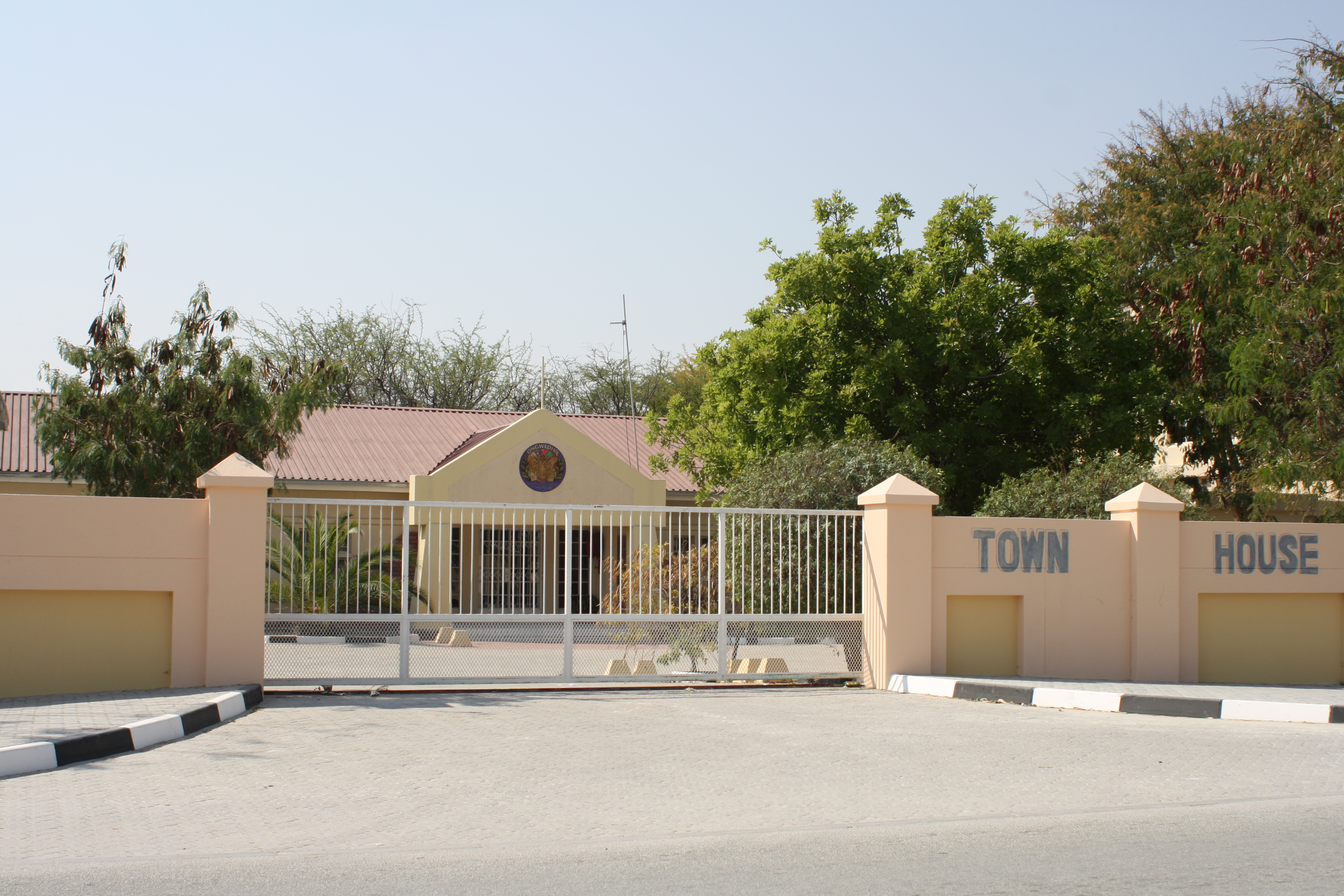
Les bâtiments du Conseil municipal d'Ongwediva, inaugurés en 2004
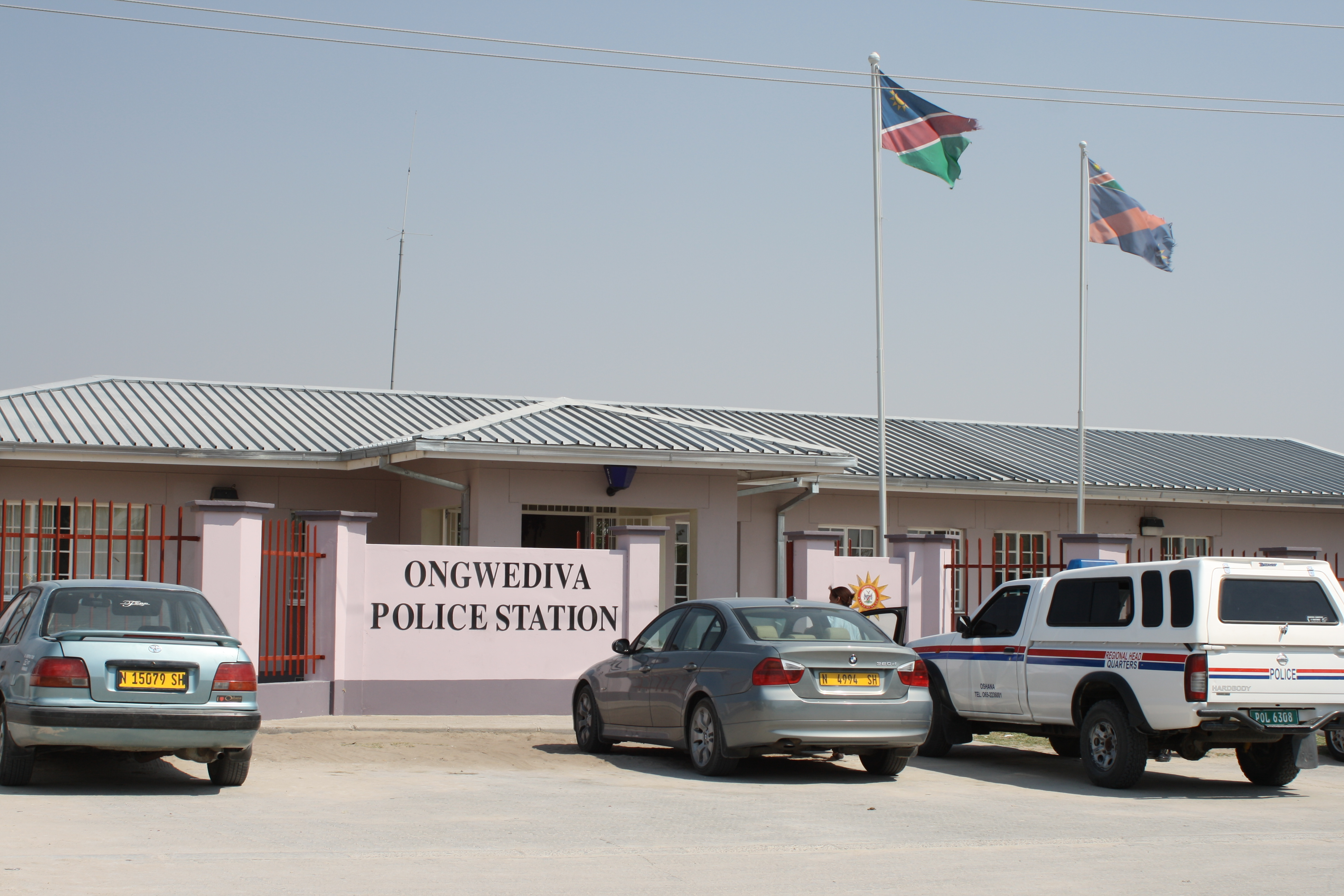
La station de police d'Ongwediva
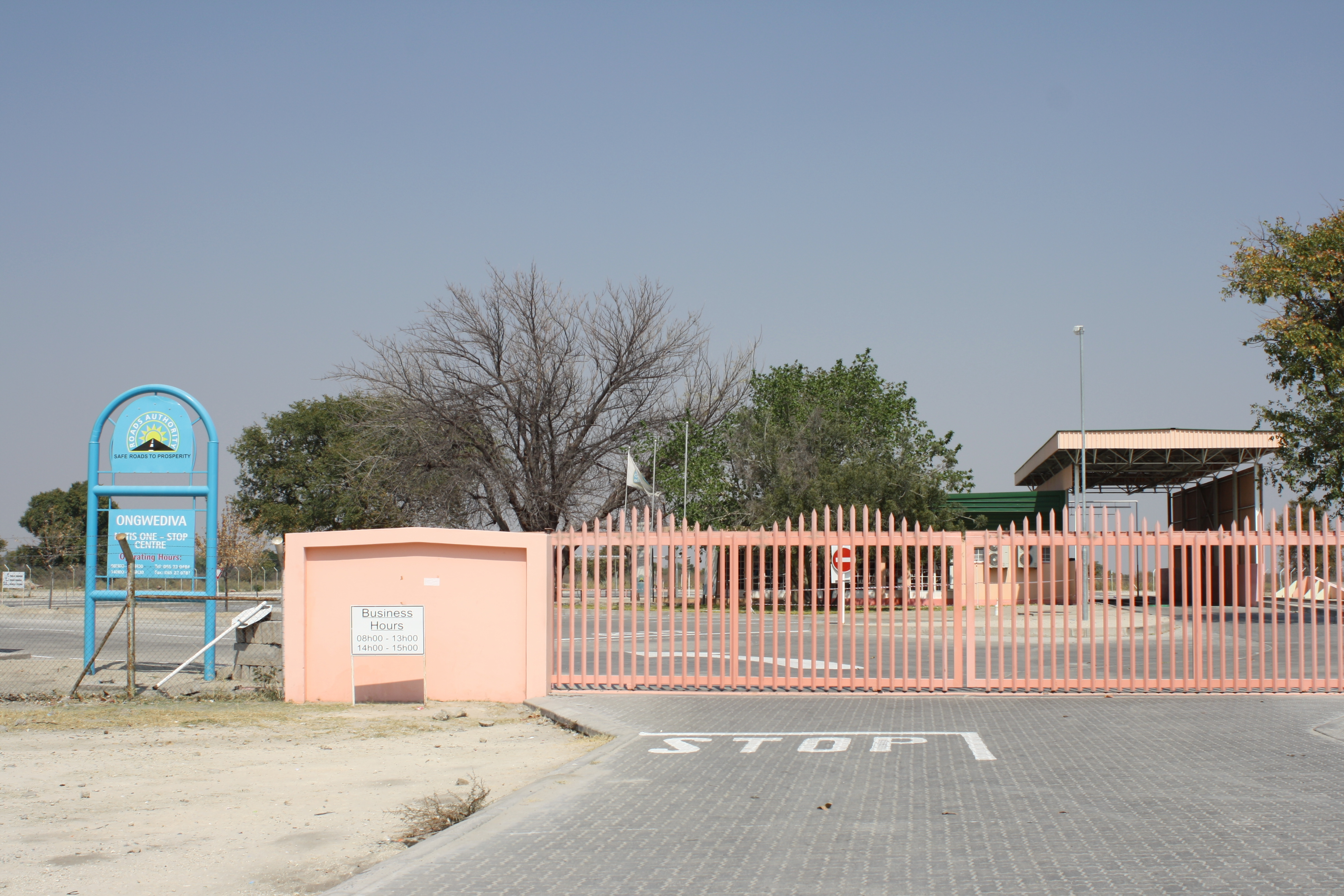
Le centre d'examen de Natis
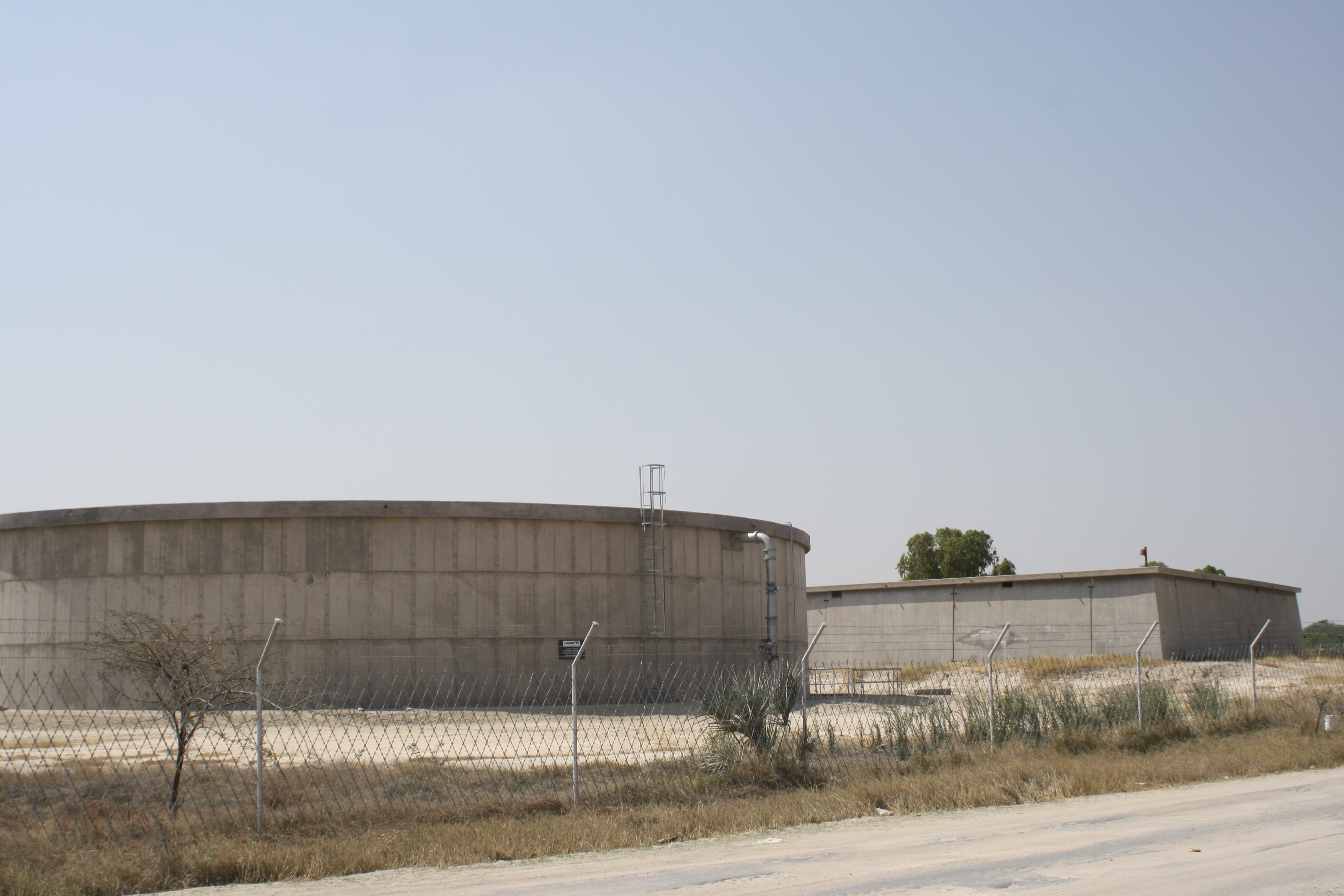
La station d'épuration NamWater
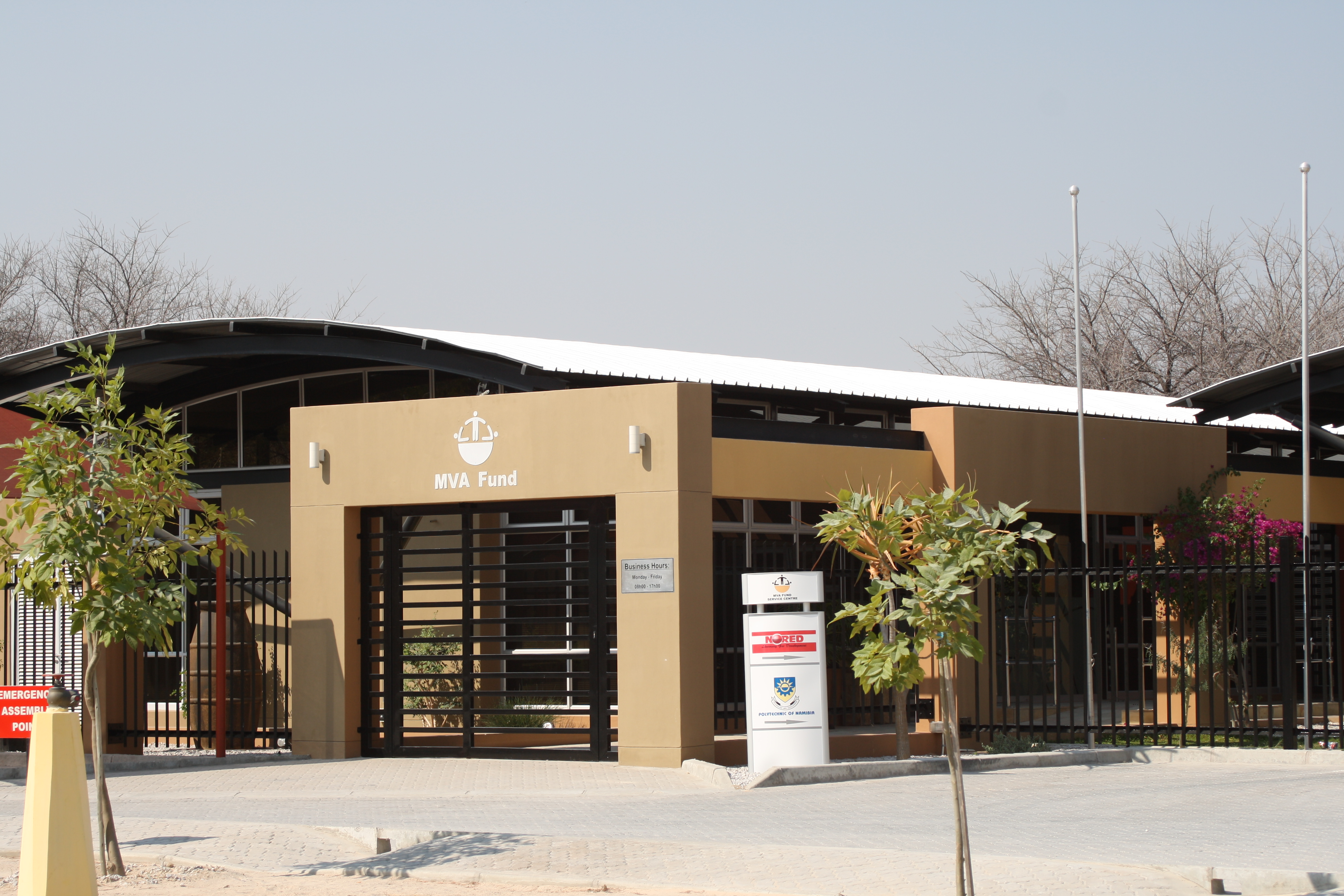
Les bureaux du fond pour les accidents de la route MVA

La municipalité accueille également un complexe hospitalier privé, Ongwediva Medipark.

Ongwediva Medipark
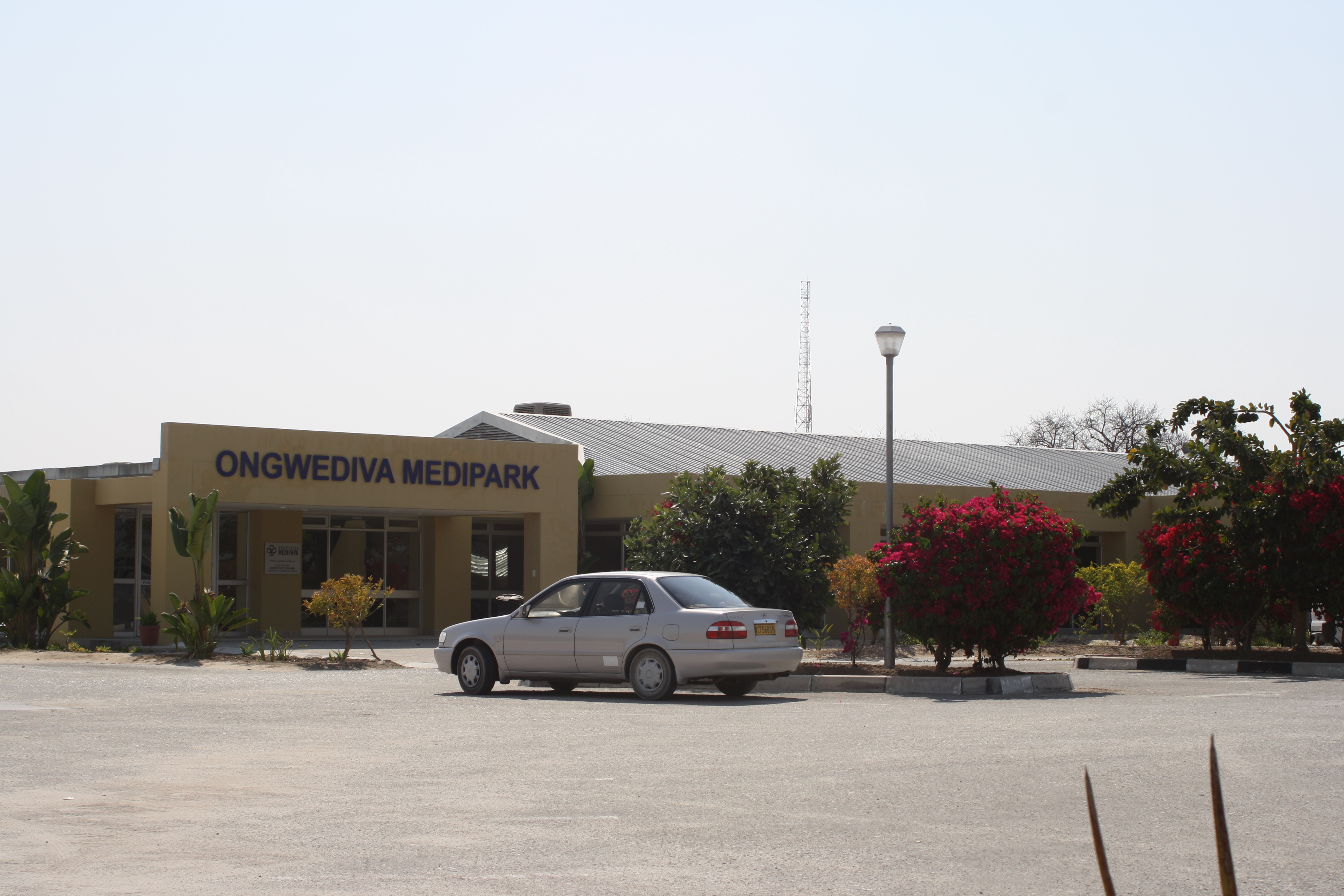
Le hall d'entrée du complexe hospitalier privé

## Économie
L'économie de la ville d'Ongwediva repose avant tout sur une main d'œuvre salariée (près de 47 %), ainsi que sur les activités agricoles (25 %).
Ongwediva dispose d'un marché ouvert ainsi que de plusieurs centres commerciaux, dont deux sont en construction en 2011. La ville accueille en outre de nombreuses PME, actives dans le secteur de la construction, de la mécanique et de la concession automobile, l'imprimerie, le commerce de détail, la restauration, etc. Une pépinière d'entreprises, David Shikomba Business Park, a été créée sur le territoire de la commune par le Ministère du commerce et de l'industrie.
Les principales banques du pays disposent d'une succursale à Ongwediva. C'est le cas notamment de Bank Windhoek, FNB et Standard Bank. En outre, FIDES Bank Namibia y a établi son siège social en février 2010.

Zones et établissements commerciaux d'Ongwediva
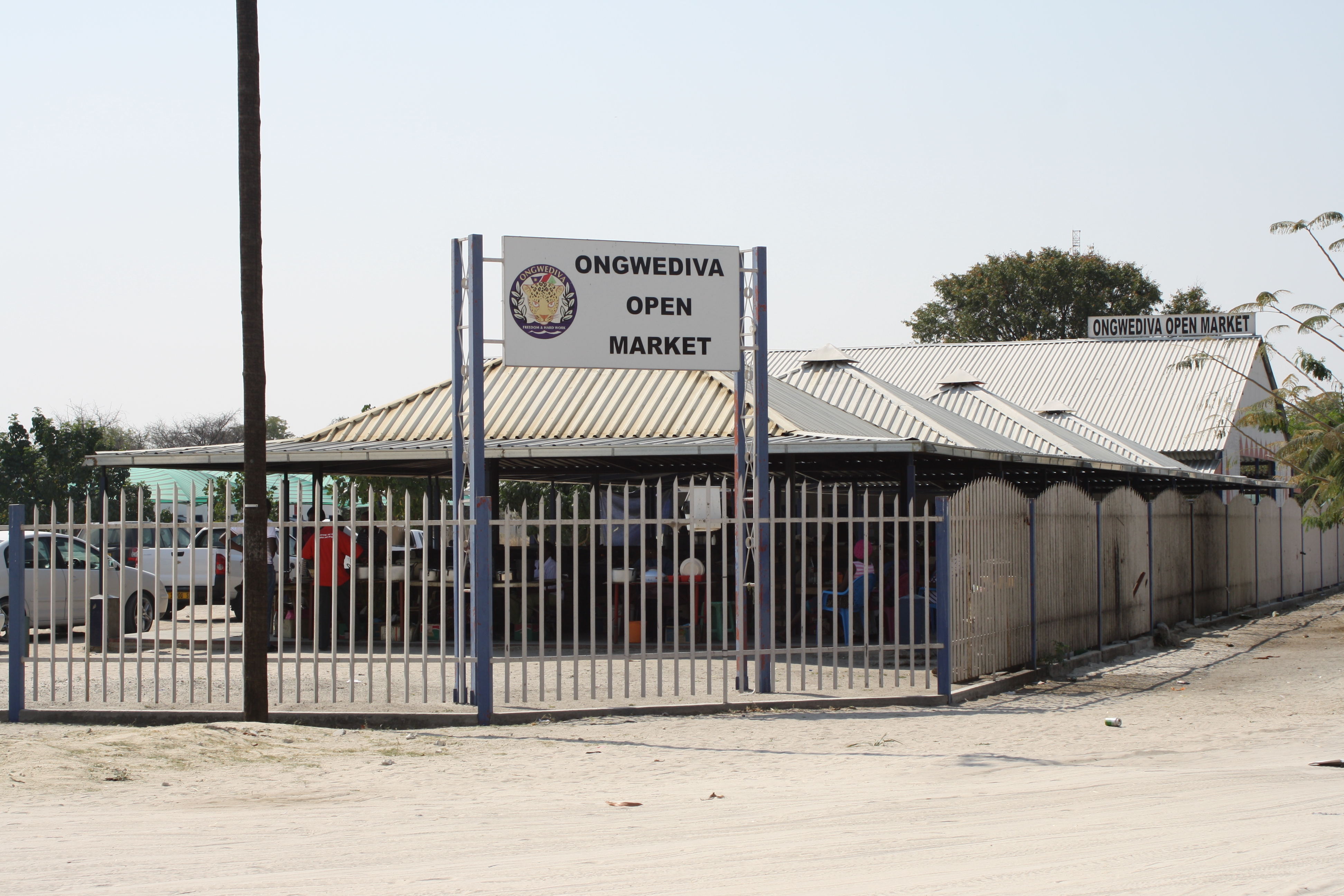
Le marché d'Ongwediva
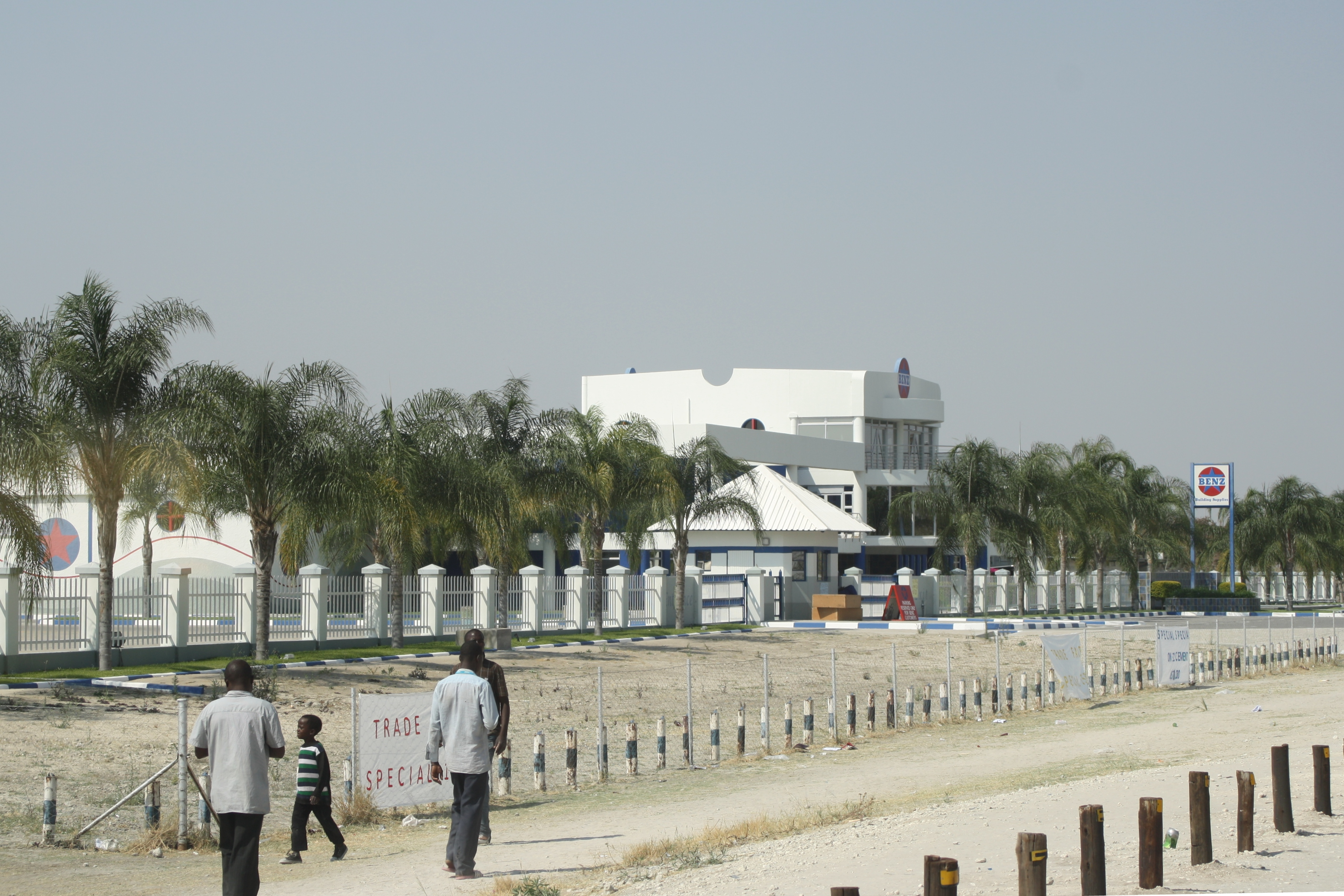
La société de construction Benz, sur Ongwediva Main Road
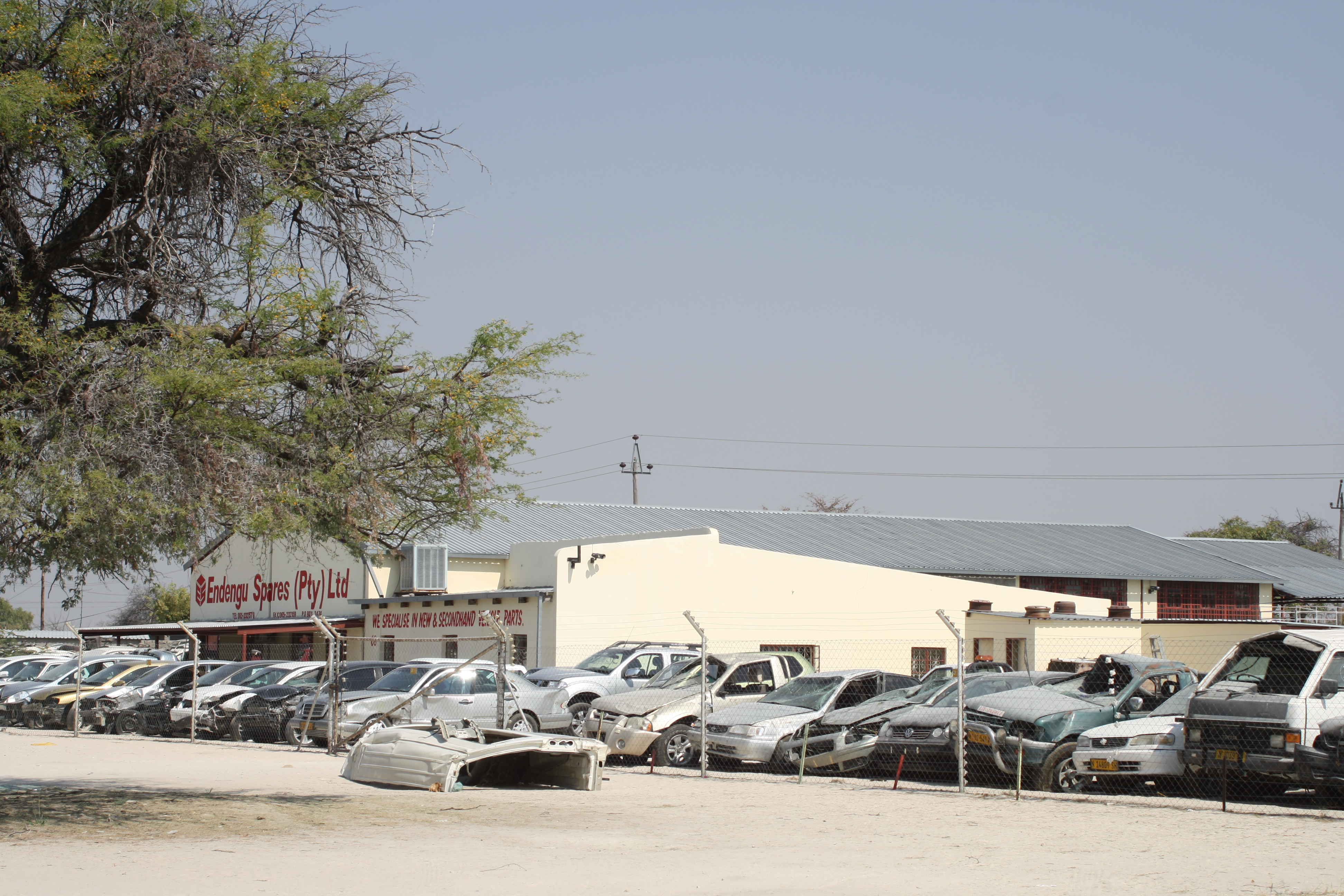
Activité mécanique le long de la route B1/C46
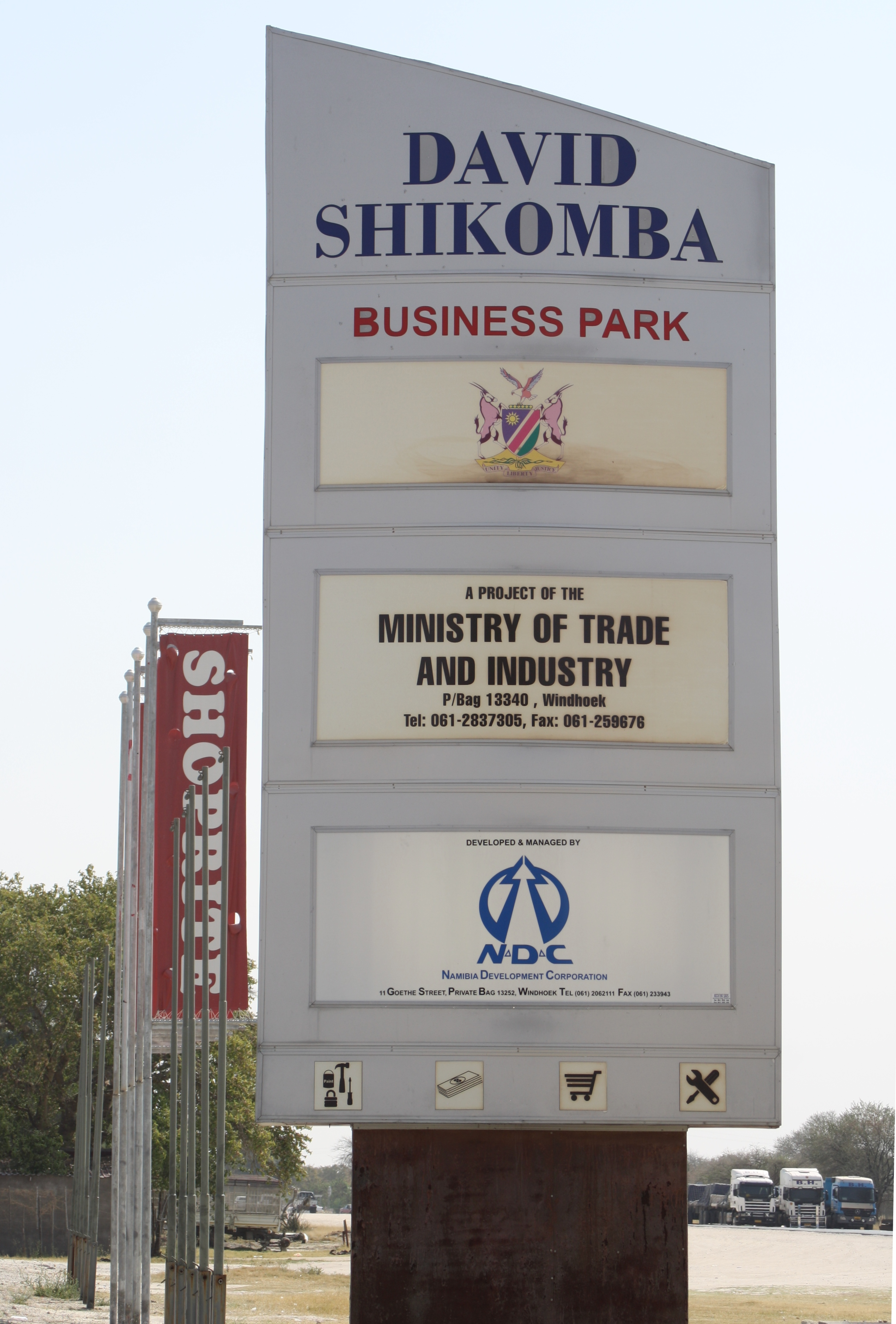
David Shikomba Business Park, une des nombreuses pépinières d'entreprises disséminées dans le pays par le Ministère du commerce et de l'industrie
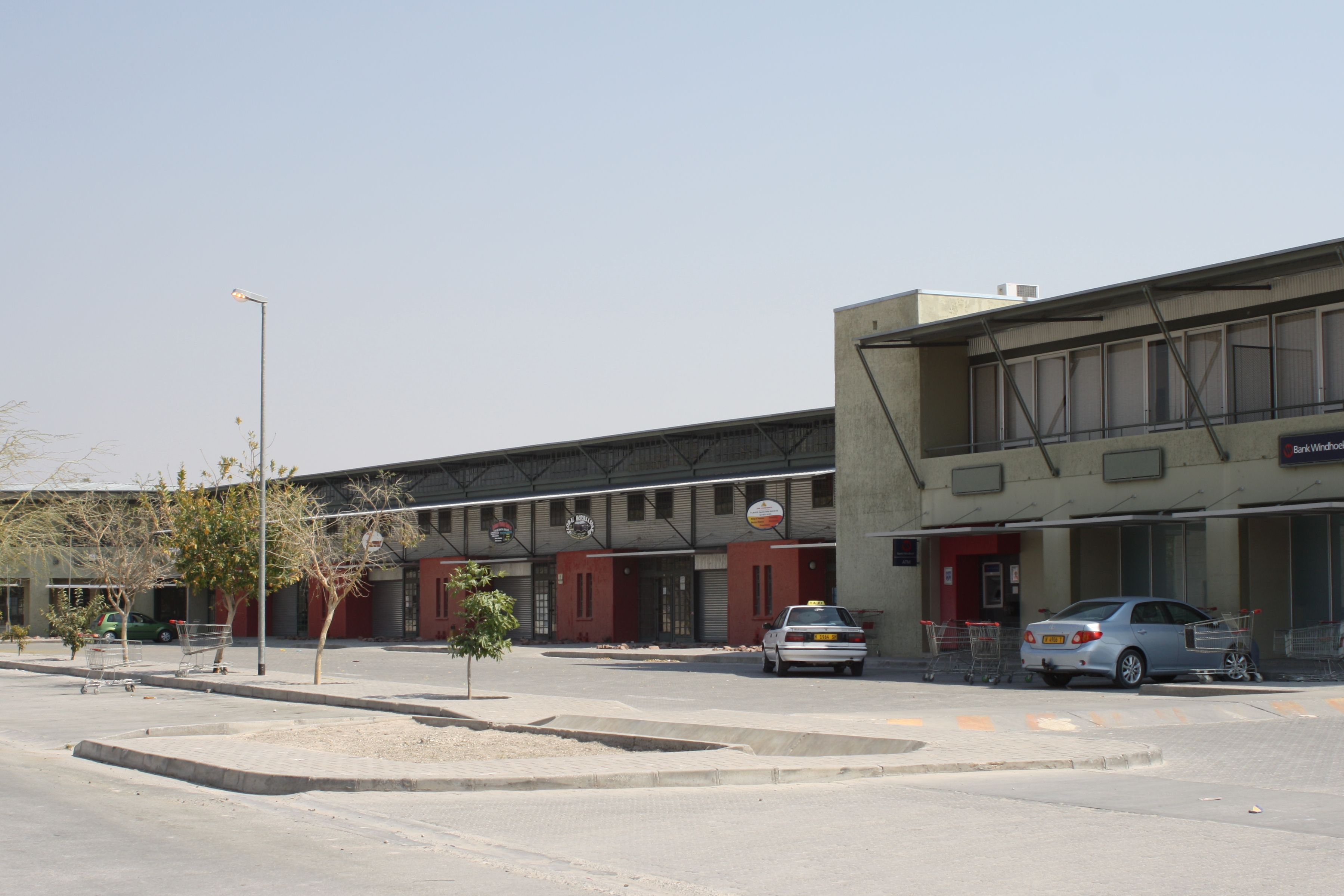
PME de David Shikomba Business Park
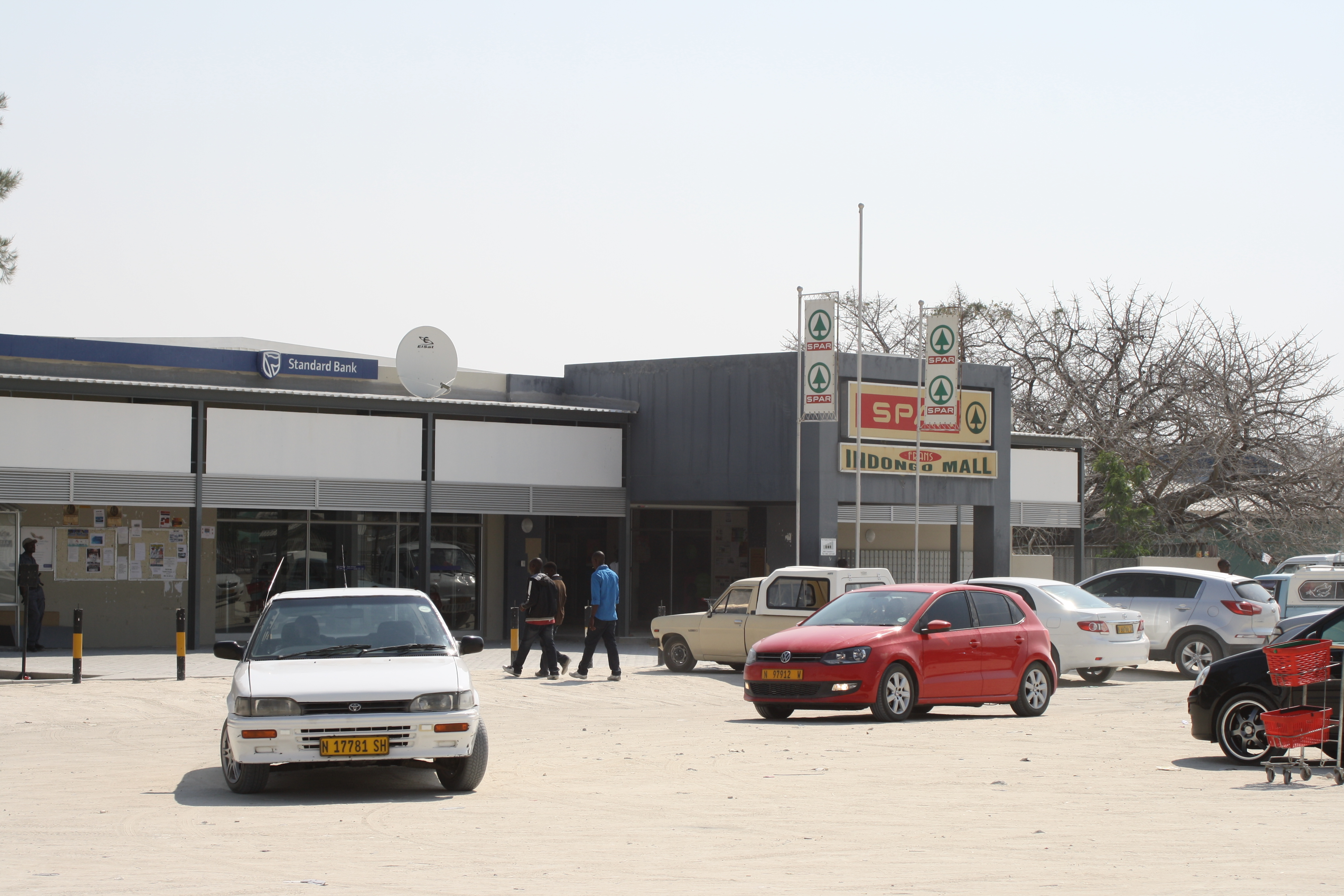
Centre commercial Indongo
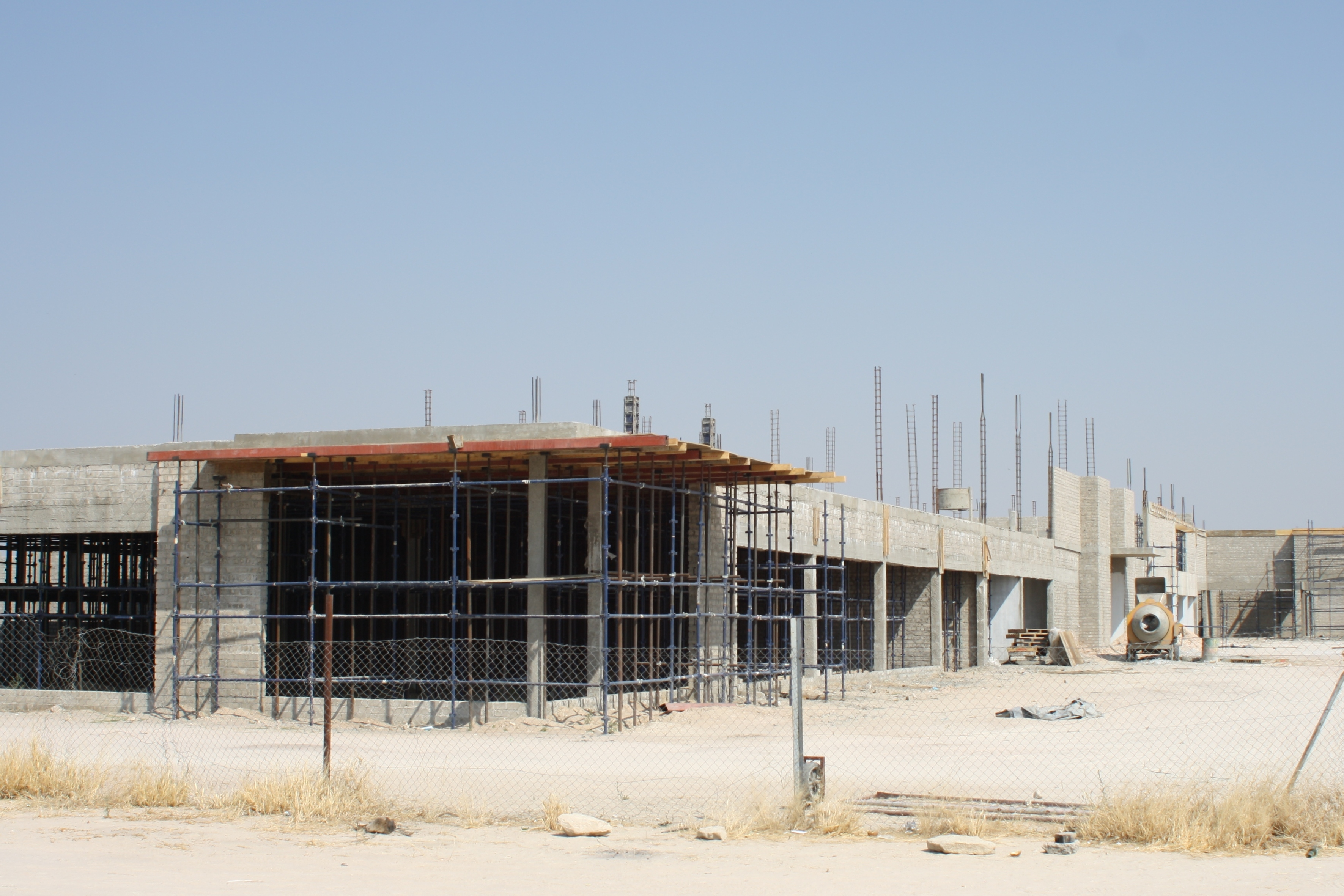
Centre commercial Makalani, l'un des deux centres commerciaux en construction en août 2011
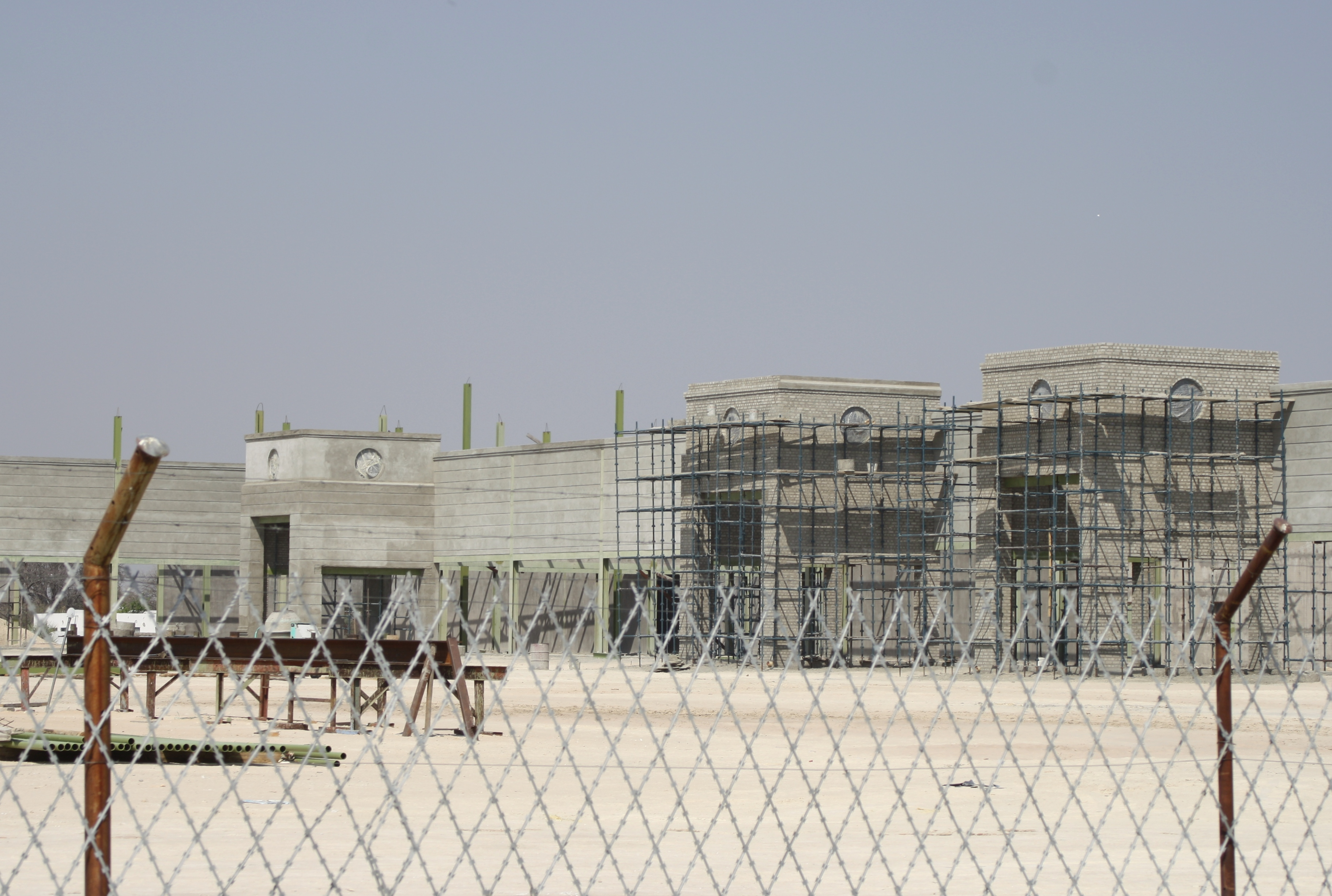
Centre commercial Oshana, l'un des deux centres commerciaux en construction en août 2011

## Transport

### Le réseau routier
Ongwediva est située sur le grand axe routier qui relie Windhoek au Nord du pays, la route B1/C46.

### Transport aérien
Ongwediva ne dispose pas d'aéroport. L'aéroport domestique d'Ondangwa, situé à une trentaine de km à l'Est du territoire de la municipalité, dessert la ville.

## Tourisme
Le tourisme d'Ongwediva repose avant tout sur la foire commerciale annuelle, Ongwediva Trade Fair, organisée la dernière semaine d'août. Cette foire rassemble de nombreux exposant du pays, mais aussi des artisans et commerçants du Zimbabwe, d'Afrique du Sud, du Ghana, etc.
La ville dispose d'une capacité de plusieurs dizaines de lits, avec 6 établissements hôteliers d'importance et un parc d'attraction.

Infrastructures de loisir et de tourisme à Ongwediva
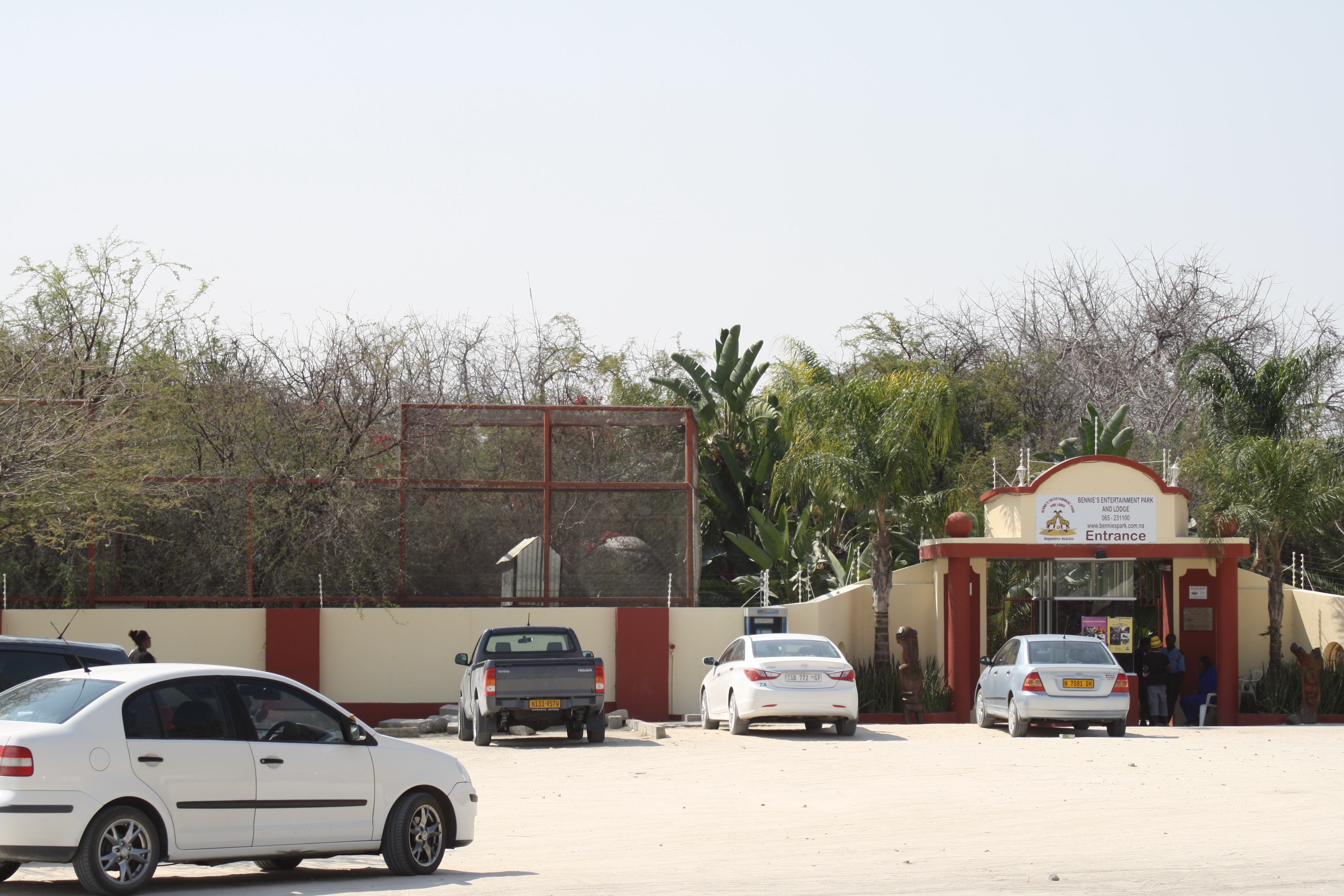
L'entrée du parc d'attraction de Bennie's Park, qui accueille notamment de nombreux angolais qui passent la frontière à Oshikango pour venir s'y détendre le temps d'un week-end.
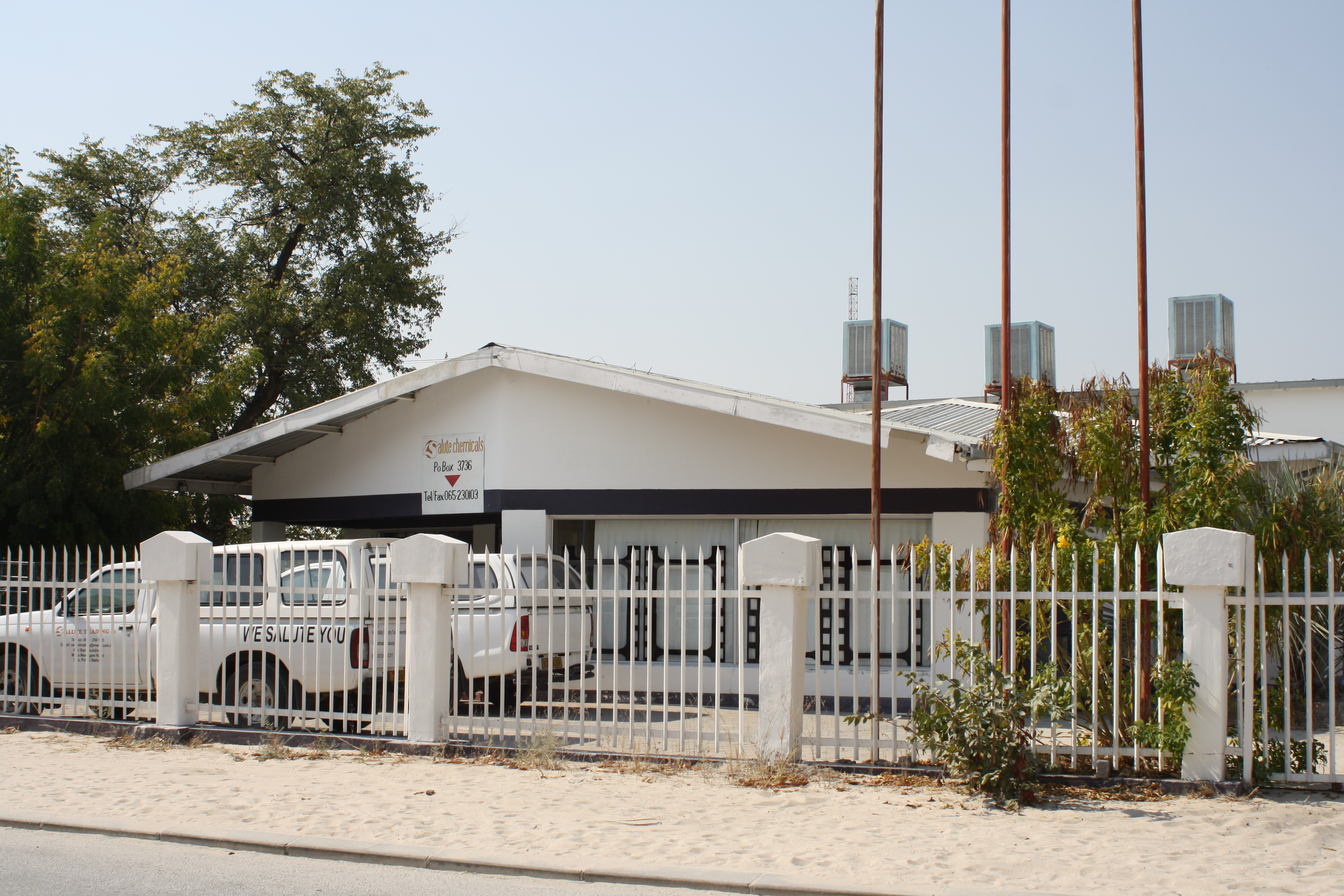
L'ancien cinéma d'Ongwediva, situé sur Marula Street, a fermé ses portes au début des années 2000 et accueille maintenant une société de commerce de produits chimiques.
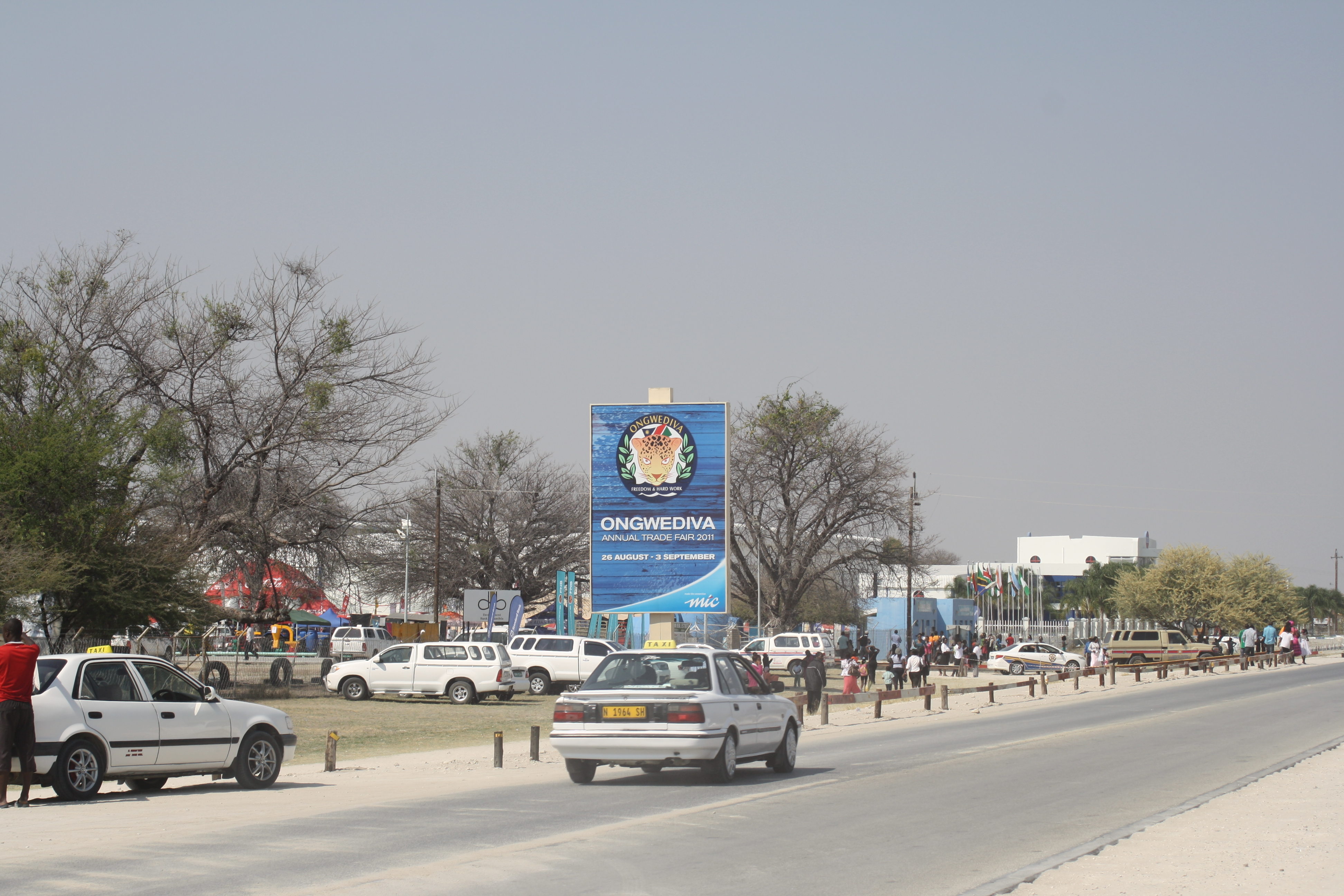
La foire annuelle d'Ongwediva en 2011.

## Éducation

### Enseignement pre-scolaire, primaire et secondaire
Ongwediva dispose de nombreuses, publiques et privées. Ces établissements dispensent un enseignement général de niveaux primaire et secondaire. La liste de ces établissements comprend :
- Kleine Kuppe Private School ;
- Golden Maggy Private School ;
- Liberty Heritage Privtae School ;
- Ongwediva Control Primary School ;
- Shapwa Primary School ;
- International Primary School ;
- Kandjengedi Primary School ;
- Charles Andreson Primary School ;
- Hashyana Combined School ;
- Nekulilo Omagano Memorial School ;
- Ongwediva Junior Secondary School ;
- Gabriel Taapopi Senior Secondary School ;
- Ekwafo Senior Senior Secondary School ;
- Mweshipandeka Senior Secondary School ;
- Mauritz Devenish Senior Secondary School ;
- Integrity School.

La ville dispose en outre de plusieurs jardins d'enfants et d'une école spéciale pour enfants handicapés (Eluwa Special School).

### Enseignement supérieur
Ongwediva accueille sur son territoire de nombreux établissements d'enseignement supérieurn privés et publiques.
Un campus de l'Université de Namibie (University of Namibia ou  UNAM) est situé sur le territoire de la municipalité d'Ongwediva. Ce campus était auparavant connu sous le nom d'Ongwediva College Of Education avant de passer sous l'administration complète de l'UNAM et d'être rebaptisé Campus Hifikepunye Pohamba (du nom du second Président de la république de Namibie), en octobre 2010. On trouve à Ongwediva la faculté d'ingénierie et des TIC.
À ce campus s'ajoute quatre instituts d'enseignement supérieur privé :
- International University of Management ;
- Polytechnic of Namibia Distance Centre ;
- School of Law Foundation ;
- Institute of Open Learning ;
- ILSA Independent College.

### Centres de formation continue et professionnelle
Le centre de formation Volombola (Volombola Vocational Training Centre), Namcol (Namibian College of Open Learning) et la salle polyvalente Sam Nujoma (Sam Nujoma Multi-purpose Center) proposent des activités et services éducatifs davantage destinés aux adultes.

Établissements éducatifs d'Ongwediva
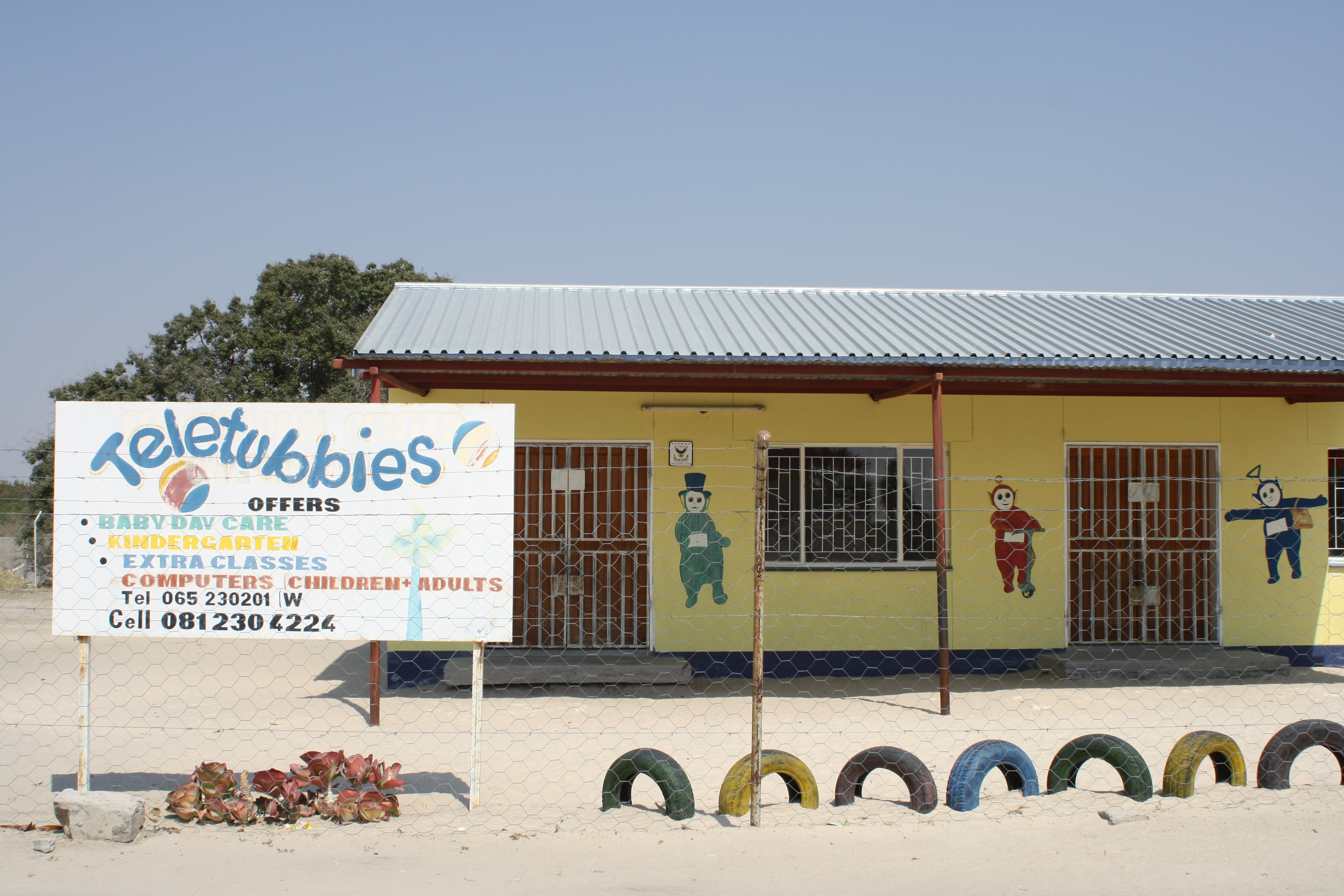
Jardin d'enfant
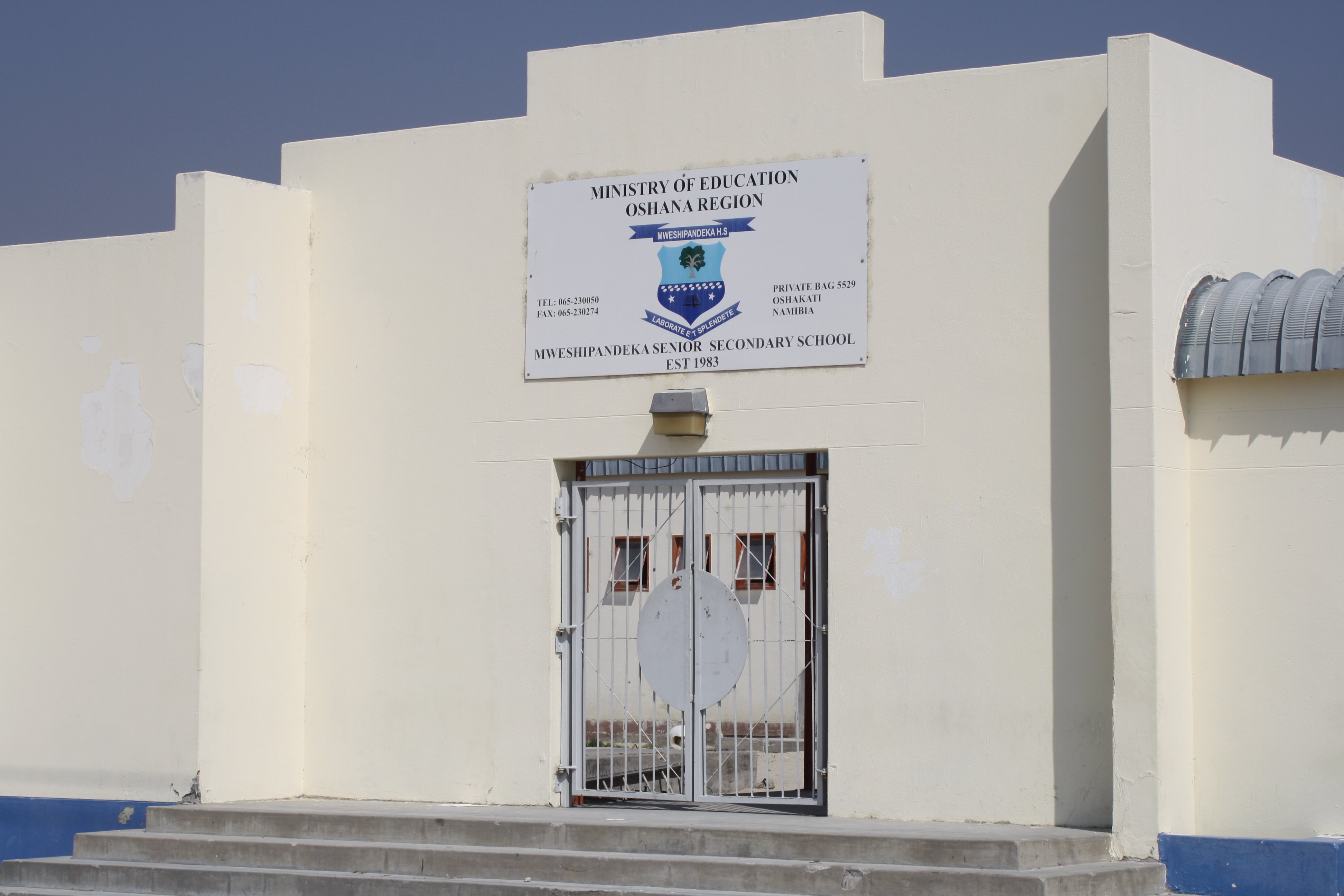
École secondaire publique Mweshipandeka
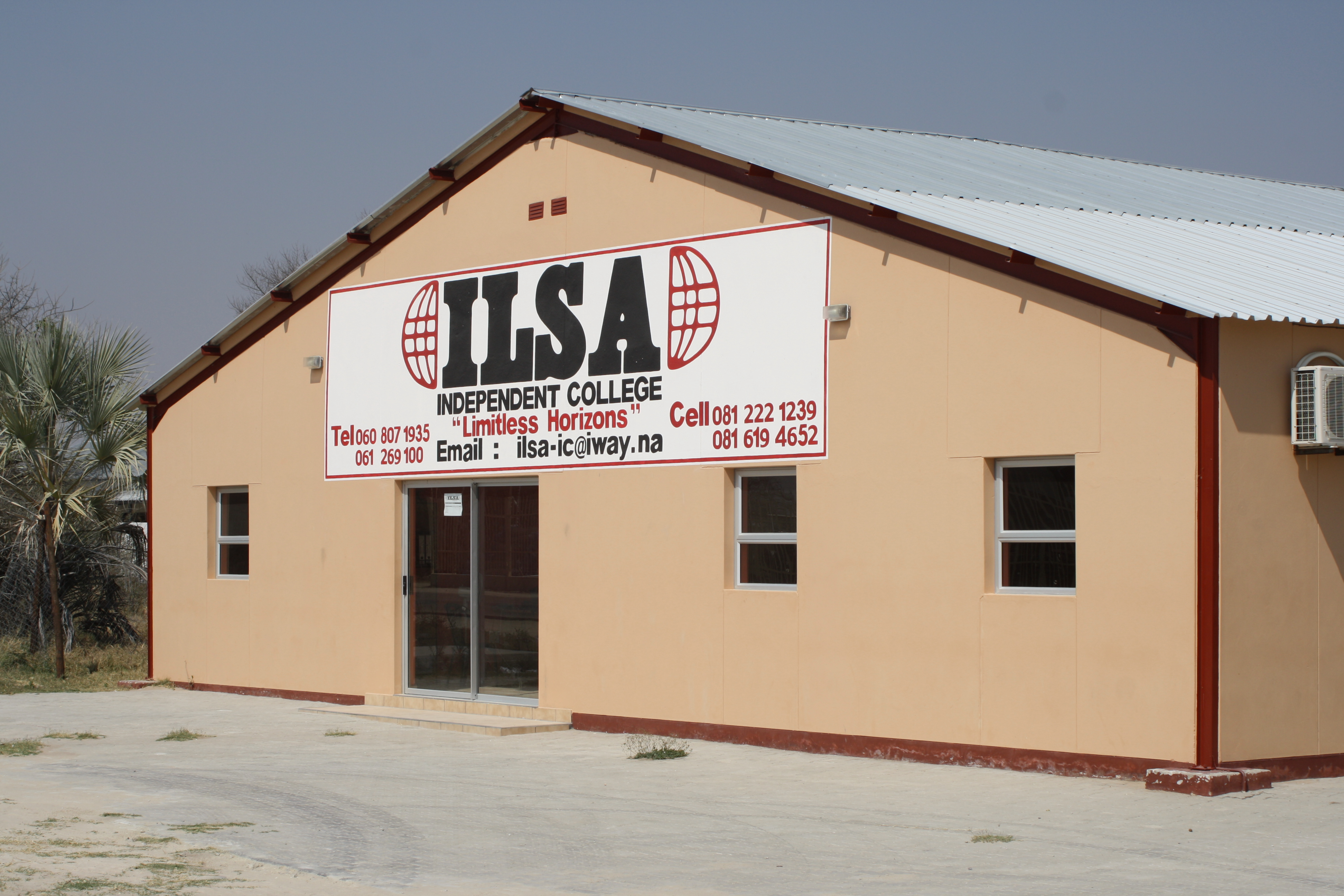
Collège d'éducation secondaire privé
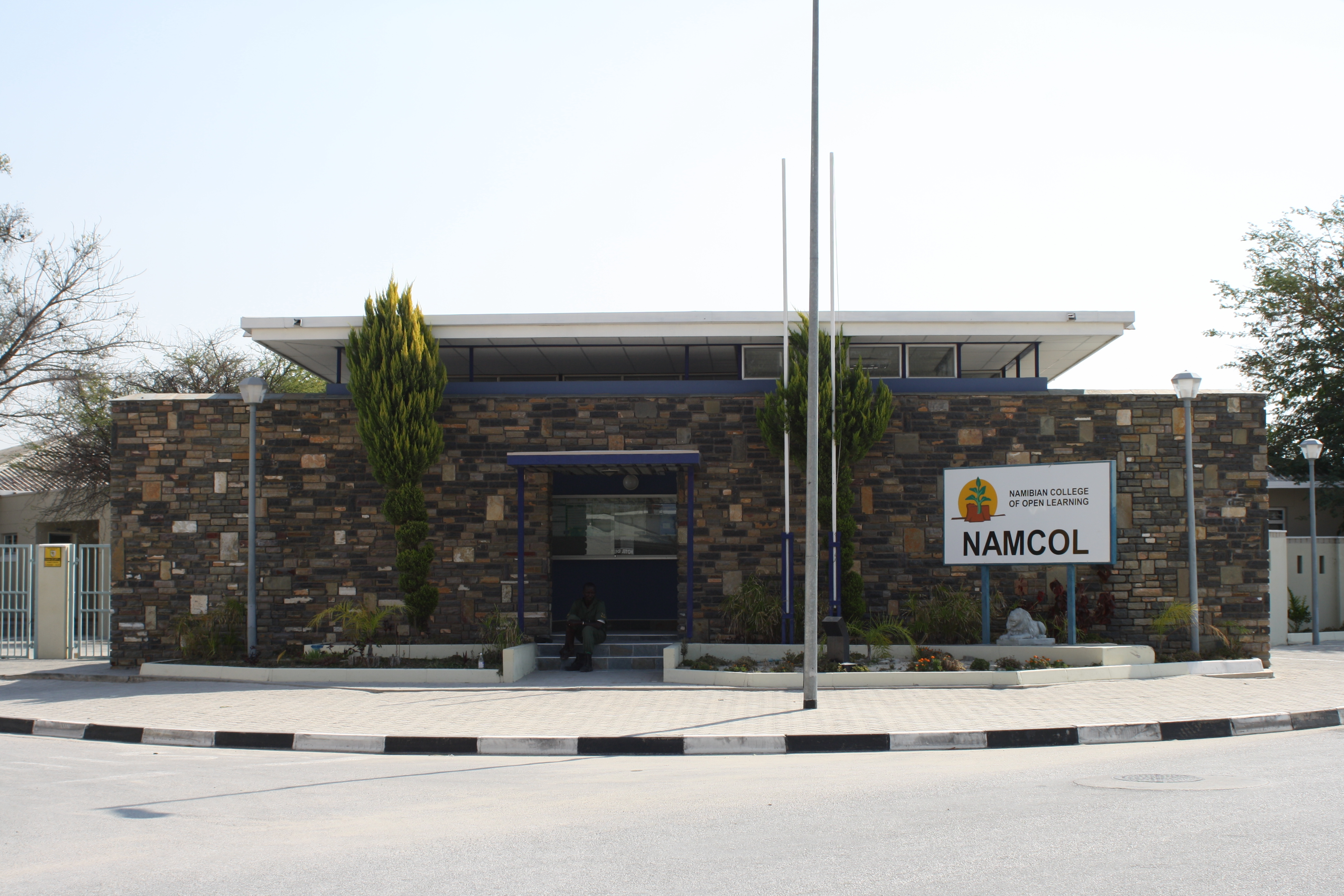
Centre Namcol (Namibian College of Open Learning) d'Ongwediva
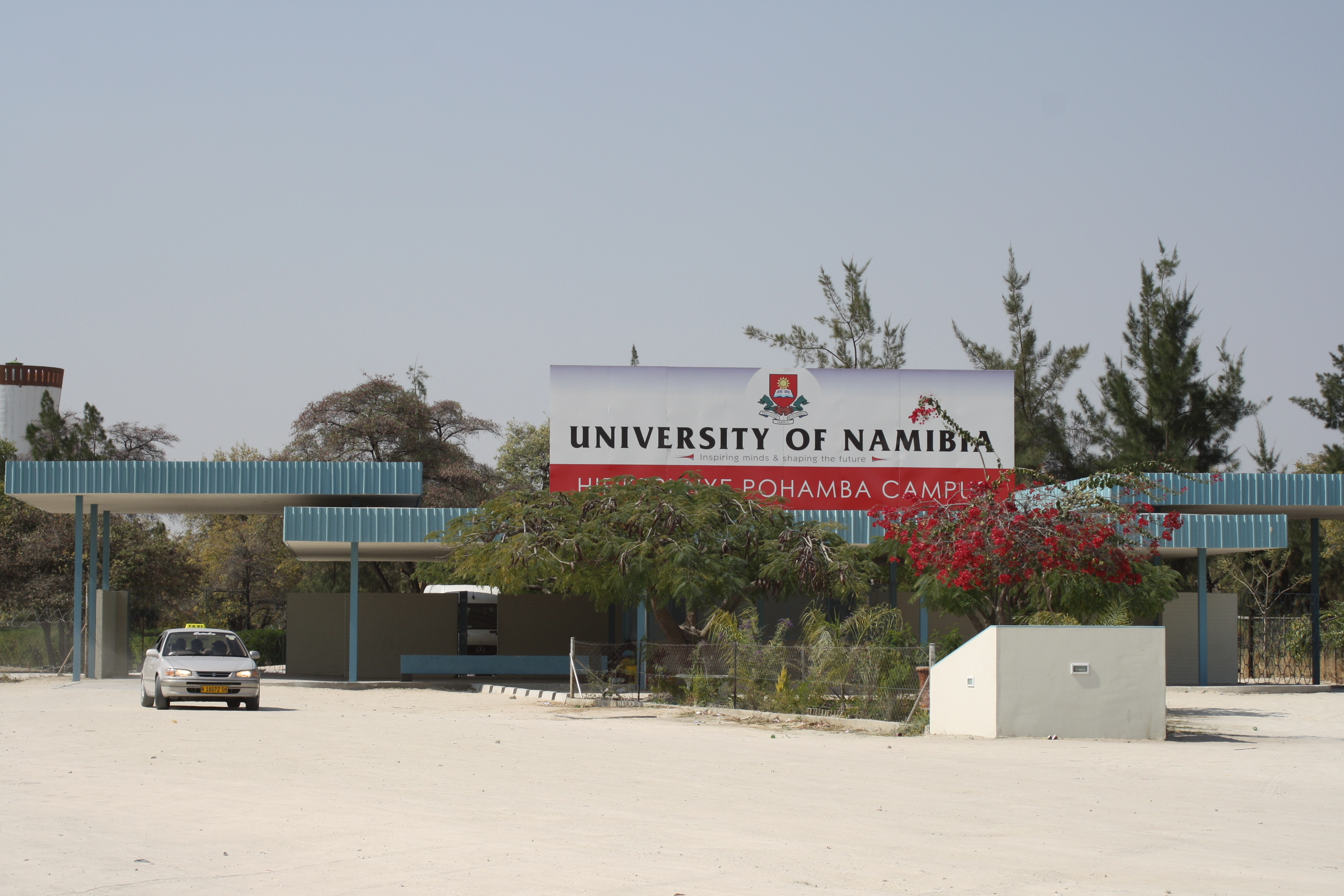
Entrée du campus Hifikipunye Pohamba de l'Université de Namibie (UNAM)

## Religion
On trouve à Ongwediva 7 églises chrétiennes de courants différents, dont la plus grande partie est concentrée dans Church Street, dans les zones 6 et 7.

Églises d'Ongwediva
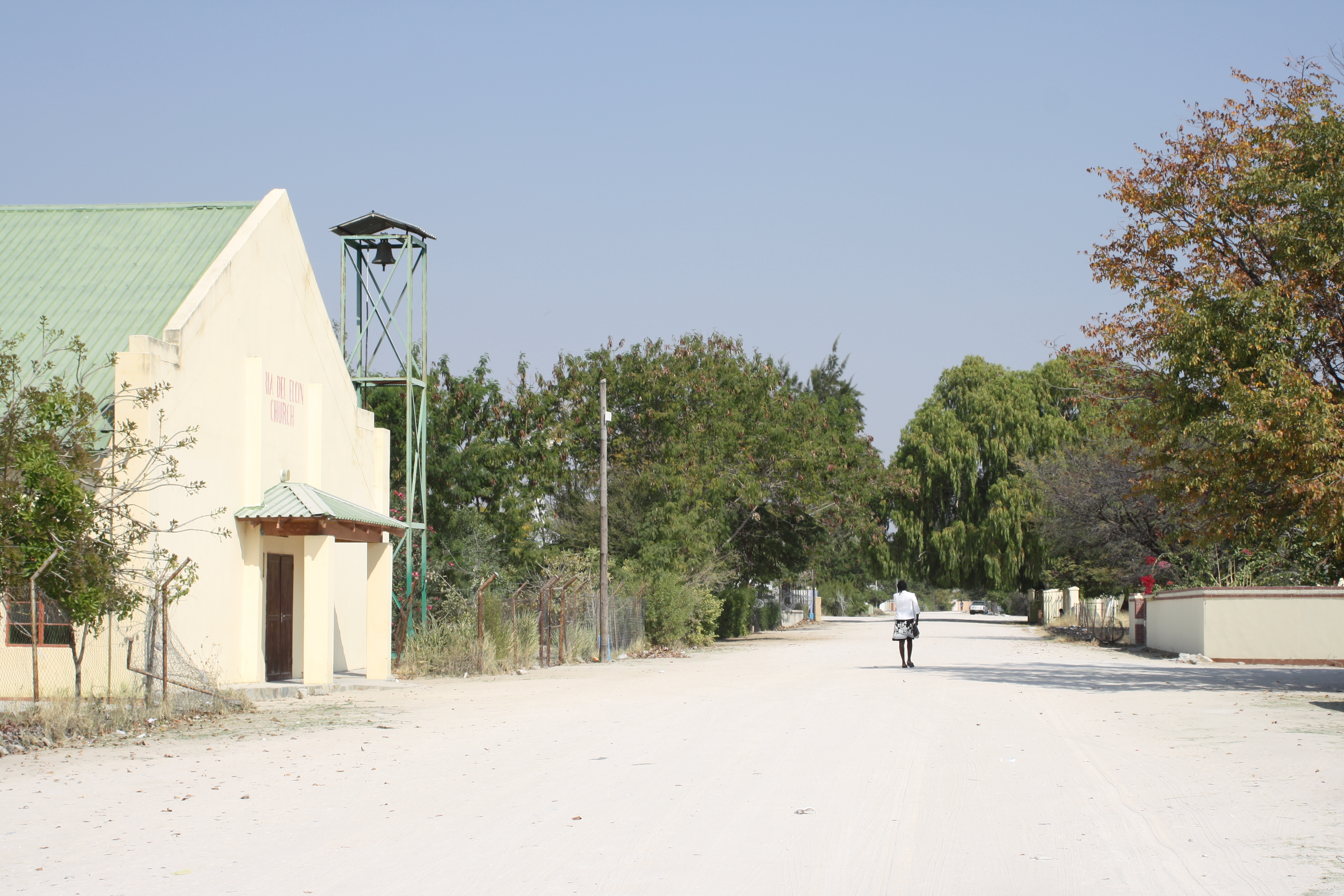
L'église d'ELCIN dans Church Street

## Jumelages
Ongwediva a signé un traité d'amitié avec :
- Ardooie (Belgique) depuis 1996[13],[14] et
- Lommel (Belgique) depuis 1998[13],[14].